# Sismo e tsunâmi de Tohoku em 2011
Sismo e tsunâmi de Tohoku de 2011 ou sismo e tsunâmi de Sendai (designado oficialmente Grande Terremoto do Leste do Japão) foi um sismo de magnitude de 9,1 MW com epicentro ao largo da costa do Japão ocorrido às 14h46 JTC (02h46 no horário de Brasília) do dia 11 de março de 2011. O epicentro foi a 130 km da costa leste da península de Oshika, na região de Tohoku, com o hipocentro situado a uma profundidade de 24,4 km. O sismo atingiu o grau 7 — a magnitude máxima da escala de intensidade sísmica da Agência Meteorológica do Japão — ao norte da Prefeitura de Miyagi, grau 6 em outras prefeituras e 5 em Tóquio.
O sismo provocou alertas de tsunâmi e evacuações na linha costeira japonesa do Pacífico e em pelo menos 20 países, incluindo toda a costa do Pacífico da América do Norte e América do Sul. Provocou também ondas de tsunâmi de mais de 10 m de altura, que atingiram o Japão e diversos outros países. No Japão, as ondas percorreram mais de 10 km de terra.
De acordo com as autoridades, houve 19 759 mortes confirmadas e mais de 2 500 pessoas ainda desaparecidos. O sismo causou danos substanciais ao Japão, incluindo a destruição de rodovias e linhas ferroviárias, assim como incêndios em várias regiões, e o rompimento de uma barragem. Aproximadamente 4,4 milhões de habitantes no nordeste do Japão ficaram sem energia elétrica, e 1,4 milhão sem água.  Muitos geradores deixaram de funcionar e pelo menos dois reatores nucleares foram danificados, o que levou à evacuação imediata das regiões atingidas enquanto um estado de emergência era estabelecido. A Central Nuclear de Fukushima I sofreu uma explosão aproximadamente 24 horas depois do primeiro sismo, e apesar do colapso da contenção de concreto da construção, a integridade do núcleo interno não teria sido comprometida.
Terremotos ocorrem quase que diariamente no Japão, que se localiza na junção de várias placas tectônicas que estão em constante movimentoː do Pacífico, norte-americana, Eurasiática e das Filipinas. Contudo, estima-se que a magnitude do sismo de Sendai faça deste o maior sismo já registrado no Japão e um dos sete maiores do mundo desde que os registros modernos começaram a ser compilados.

## Sismo
O terremoto submarino de magnitude 9,1 (Mw) ocorreu em 11 de março de 2011 às 14h46 JST (05:46 UTC) no noroeste do Oceano Pacífico a uma profundidade relativamente rasa de 32 quilômetros, com epicentro aproximadamente 72 km a leste da Península de Oshika de Tōhoku, Japão, com duração aproximada de seis minutos. O terremoto foi inicialmente relatado como 7,9 Mw pelo Serviço Geológico dos Estados Unidos (USGS, sigla em inglês) antes de ser rapidamente atualizado para 8.8 Mw, então para 8,9 Mw e finalmente para 9,0 Mw. Em 11 de julho de 2016, o USGS atualizou ainda mais o terremoto para 9,1. Sendai foi a cidade grande mais próxima ao terremoto, 130 quilômetros do epicentro; o terremoto ocorreu 373 quilômetros a nordeste de Tóquio.

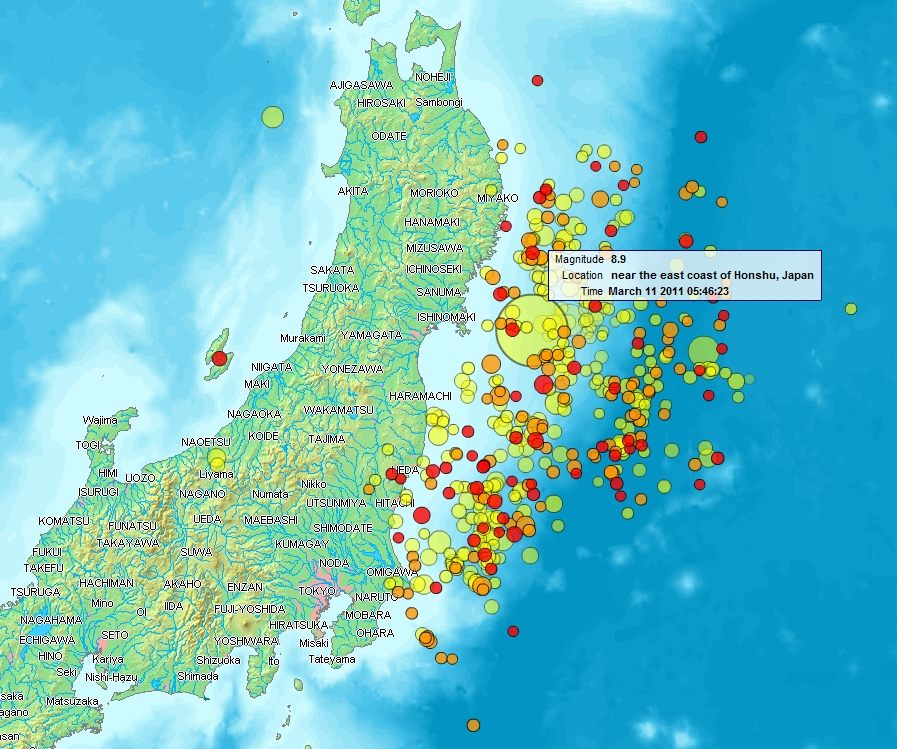
Localização do epicentro e intensidade do sismo e réplicas.

O terremoto principal foi precedido por uma série de grandes tremores preliminares, com centenas de tremores secundários relatados. Um dos primeiros grandes premonitores foi um 7,2 Mw evento em 9 de março, aproximadamente 40 km do epicentro do terremoto de 11 de março, com outros três no mesmo dia acima de 6,0 Mw. Após o terremoto principal em 11 de março, uma magnitude de 7,4 Mw o tremor secundário foi relatado às 15h08 JST (6h06 UTC), seguido por um tremor de 7,9 Mw às 15h15 JST (6h16 UTC) e 7,7 Mw às 15h26 JST (6h26 UTC). Mais de oitocentos tremores secundários de magnitude 4,5 Mw ou mais ocorreram desde o terremoto inicial, incluindo um em 26 de outubro de 2013 (hora local) de magnitude 7,1 Mw. Os tremores secundários seguem a lei de Omori, que afirma que a taxa de tremores secundários diminui de acordo com o tempo passado desde o terremoto principal. Os tremores secundários diminuirão com o tempo, mas podem continuar por anos.
O terremoto moveu a ilha Honshu 2,4 metros a leste, deslocou a Terra em seu eixo por estimativas entre 10 e 25 centímetros, aumentou a velocidade de rotação da Terra em 1,8 µs por dia e gerou ondas de infrassom detectadas em perturbações do satélite de órbita baixa Gravity Field e Steady-State Ocean Circulation Explorer. Inicialmente, o terremoto causou o afundamento de parte da costa do Pacífico de Honshu em cerca de um metro, mas depois de cerca de três anos, a costa voltou a subir e continuou subindo para exceder sua altura original.

### Réplicas

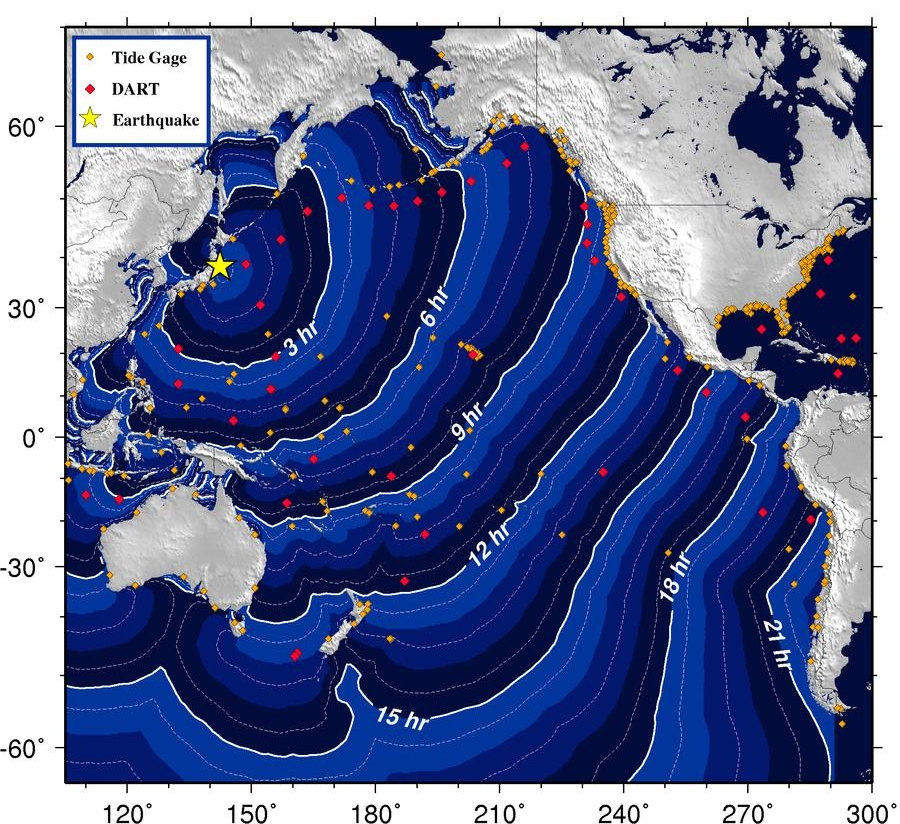
Tempo estimado de viagem do tsunâmi gerado pelo sismo.

O Japão sofreu mais de 1 000 sismos após o terremoto de 11 de Março de 2011, dos quais, 80 foram registrados acima da magnitude 6,0 Mw e vários outros foram superiores a magnitude 7,0 Mw. Um grande sismo atingiu a costa do Japão no dia 7 de abril de 2011 com uma magnitude de 7,1 Mw. Seu epicentro estava abaixo da superfície, a 66 km da costa de Sendai. A Agência Meteorológica do Japão atribuiu uma magnitude de 7,4 MJMA, enquanto o Serviço Geológico dos EUA informou que o sismo foi de 7,1 Mw. Pelo menos quatro pessoas morreram, e a eletricidade foi cortada em grande parte da região norte do Japão, incluindo a perda de energia externa para a Usina Nuclear de Higashidōri e a Usina de Reprocessamento de Rokkasho.
Quatro dias depois, em 11 de abril, outro sismo foi registrado, com magnitude 7,1 Mw atingindo a região de Fukushima, causando danos adicionais e matando um total de três pessoas. Em 7 de dezembro de 2012, um grande choque de magnitude 7,3 Mw causou um pequeno tsunâmi, e novamente em 26 de outubro de 2013 um pequeno tsunâmi foi registrado após um choque de 7,1 Mw. Outros sismos foram registrados tempos depois, totalizando 1887 sismos com magnitude 4.0 Mw; um mapa regularmente atualizado mostrando todos os sismos com magnitude 4,5 e tanto acima quanto ao longo da costa leste de Honshu, além de outros sismos registrados durante do período. A partir do dia 11 de março de 2016 ocorreram 869 sismos posteriores de 5,0 Mw ou mais, 118 sismos de 6,0 Mw ou mais, e outros 9 acima de 7,0 Mw, conforme foi relatado pela Agência Meteorológica japonesa.
Em 13 de Fevereiro de 2021, um terremoto de magnitude 7,1-7,3 Mw atingiu a costa de Sendai, causando alguns danos nas prefeituras de Miyagi e Fukushima e pelo menos 150 pessoas ficaram feridas, ocorrendo nas proximidades do 10º aniversário do sismo e tsunâmi de Tohoku ocorrido no dia 11 de Março de 2011.

### Geologia

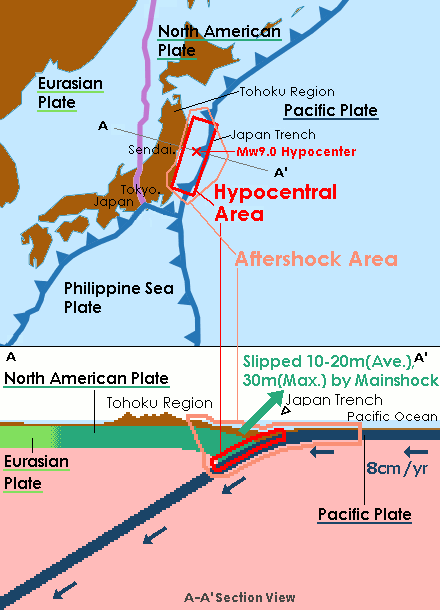
Mecanismo do terremoto de Tohoku em 2011.

Este terremoto de megaimpulso foi uma recorrência do mecanismo do terremoto anterior de 869 Sanriku, que foi estimado como tendo uma magnitude de pelo menos 8,4 Mw, que também criou um grande tsunami que inundou a planície de Sendai. Três depósitos de tsunami foram identificados na sequência do Holoceno da planície, todos formados nos últimos 3 mil anos, sugerindo um intervalo de recorrência de 800 a 1,1 mil anos para grandes terremotos tsunamigênicos. Em 2001, considerou-se que havia uma grande probabilidade de um grande tsunami atingir a planície de Sendai, já que mais de 1,1 mil anos se passaram. Em 2007, a probabilidade de um terremoto com magnitude de Mw entre 8,1 e 8,3 foi estimada em 99% nos próximos 30 anos.
Este terremoto ocorreu onde a Placa do Pacífico está subduzindo sob a placa abaixo do norte de Honshu. A placa do Pacífico, que se move a uma taxa de 8 a 9 centímetros por ano e mergulha sob a placa subjacente de Honshu, o que cria grandes quantidades de energia elástica. Este movimento empurra a placa superior para baixo até que a tensão acumulada cause um evento sísmico de ruptura por deslizamento. A quebra fez com que o fundo do mar subisse vários metros. Um terremoto dessa magnitude geralmente tem um comprimento de ruptura de pelo menos 500 quilômetros e geralmente requer uma superfície de falha longa e relativamente reta. Como o limite da placa e a zona de subducção na área da ruptura de Honshu não são muito retos, é incomum que a magnitude de seu terremoto exceda 8,5 Mw; a magnitude deste terremoto foi uma surpresa para alguns sismólogos. A região hipocentral deste terremoto estendeu-se desde a costa da Prefeitura de Iwate até a costa da Prefeitura de Ibaraki. A Agência Meteorológica Japonesa disse que o terremoto pode ter rompido a zona de falha de Iwate a Ibaraki com um comprimento de 500 km e uma largura de 200 km. A análise mostrou que este terremoto consistiu em um conjunto de três eventos.

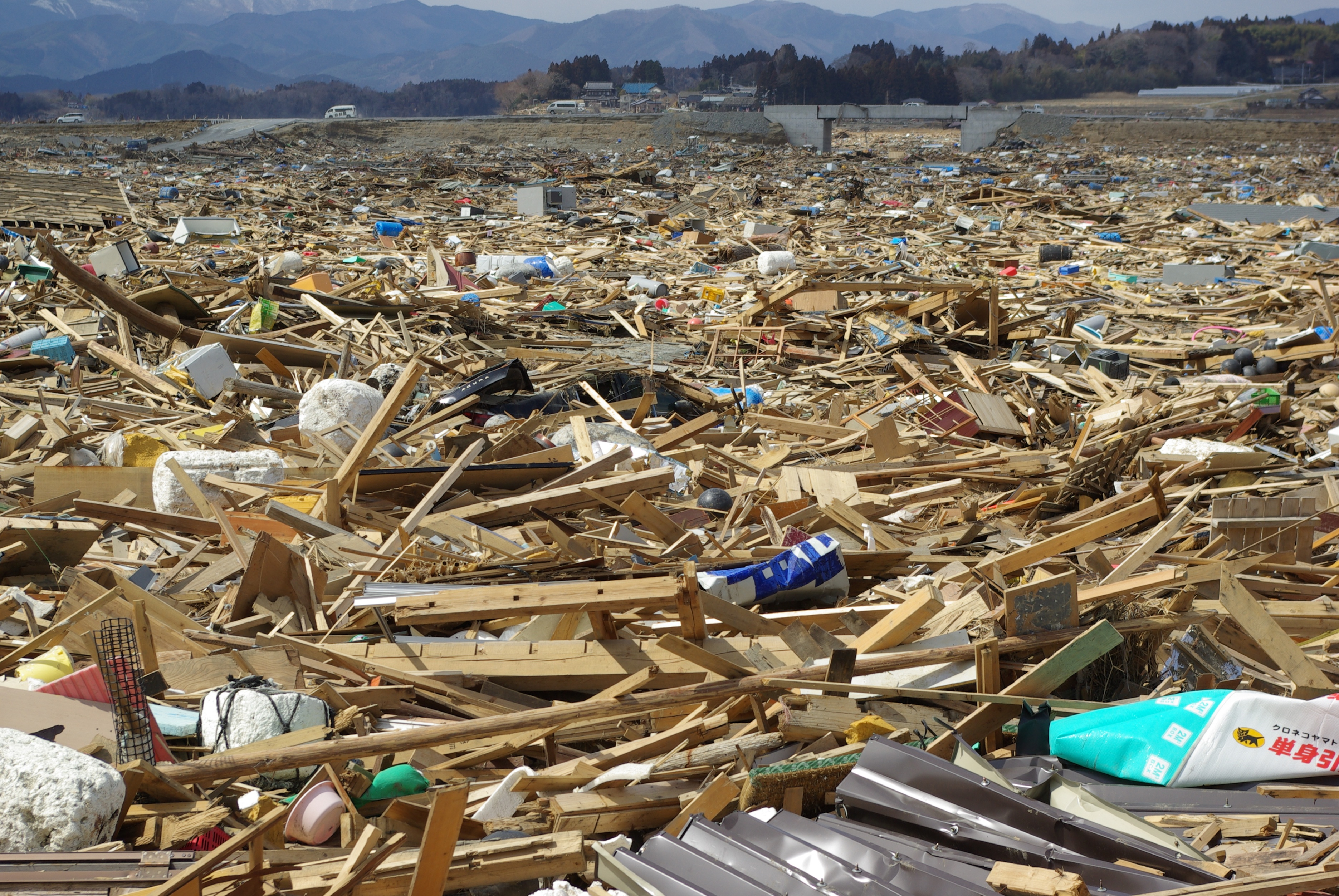
Vários destroços em Rikuzentakata após o tsunami.

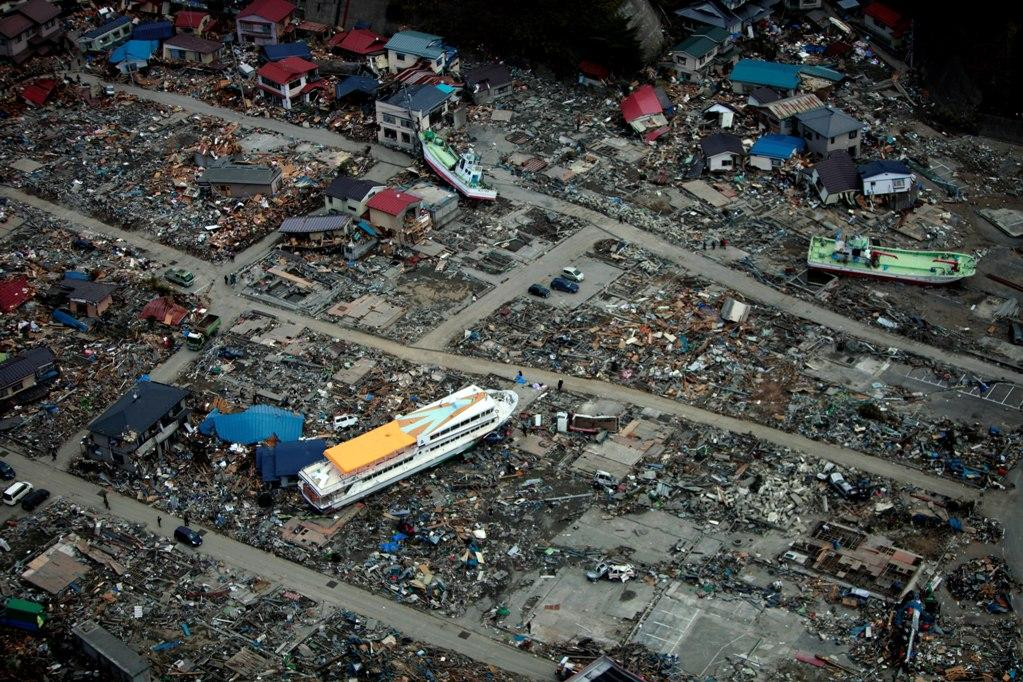
Uma grande balsa arrastada pelo tsunami entre casas destruídas de Miyako, Iwate.

A área de origem deste terremoto tem um coeficiente de acoplamento relativamente alto, cercado por áreas de coeficientes de acoplamento relativamente baixos no oeste, norte e sul. A partir do coeficiente de acoplamento médio de 0,5–0,8 na área da fonte e do momento sísmico, estimou-se que o déficit de deslizamento deste terremoto foi acumulado durante um período de 260–880 anos, o que é consistente com o intervalo de recorrência de tais grandes terremotos estimado a partir dos dados do depósito do tsunami. O momento sísmico deste terremoto representa cerca de 93% do momento cumulativo estimado de 1926 a março de 2011, assim, terremotos nesta área com magnitudes de cerca de 7 desde 1926 liberaram apenas parte da energia acumulada. Na área próxima à trincheira, o coeficiente de acoplamento é alto, o que pode atuar como fonte do grande tsunami.
A maioria dos sismos premonitores são terremotos interplacas com mecanismos focais do tipo impulso. Ambos os terremotos interplaca e intraplaca apareceram nos tremores secundários na costa de Sanriku com proporções consideráveis.

### Energia
A energia de superfície das ondas sísmicas do terremoto foi calculada em 1,9×1017 joules, que é quase o dobro do sismo e tsunami no Oceano Índico em 2004, que atingiu 9,1 Mw e matou cerca de 230 mil pessoas. Se aproveitada, a energia sísmica desse terremoto abasteceria uma cidade do tamanho de Los Angeles por um ano inteiro. O momento sísmico (M0), que representa um tamanho físico para o evento, foi calculado pelo USGS em 3,9×1022 joules, ligeiramente menor que o terremoto de 2004 no Oceano Índico.
O Instituto Nacional de Pesquisa do Japão para Ciências da Terra e Prevenção de Desastres (NIED) calculou uma aceleração máxima do solo de 29,33 m/s2).

### Intensidade

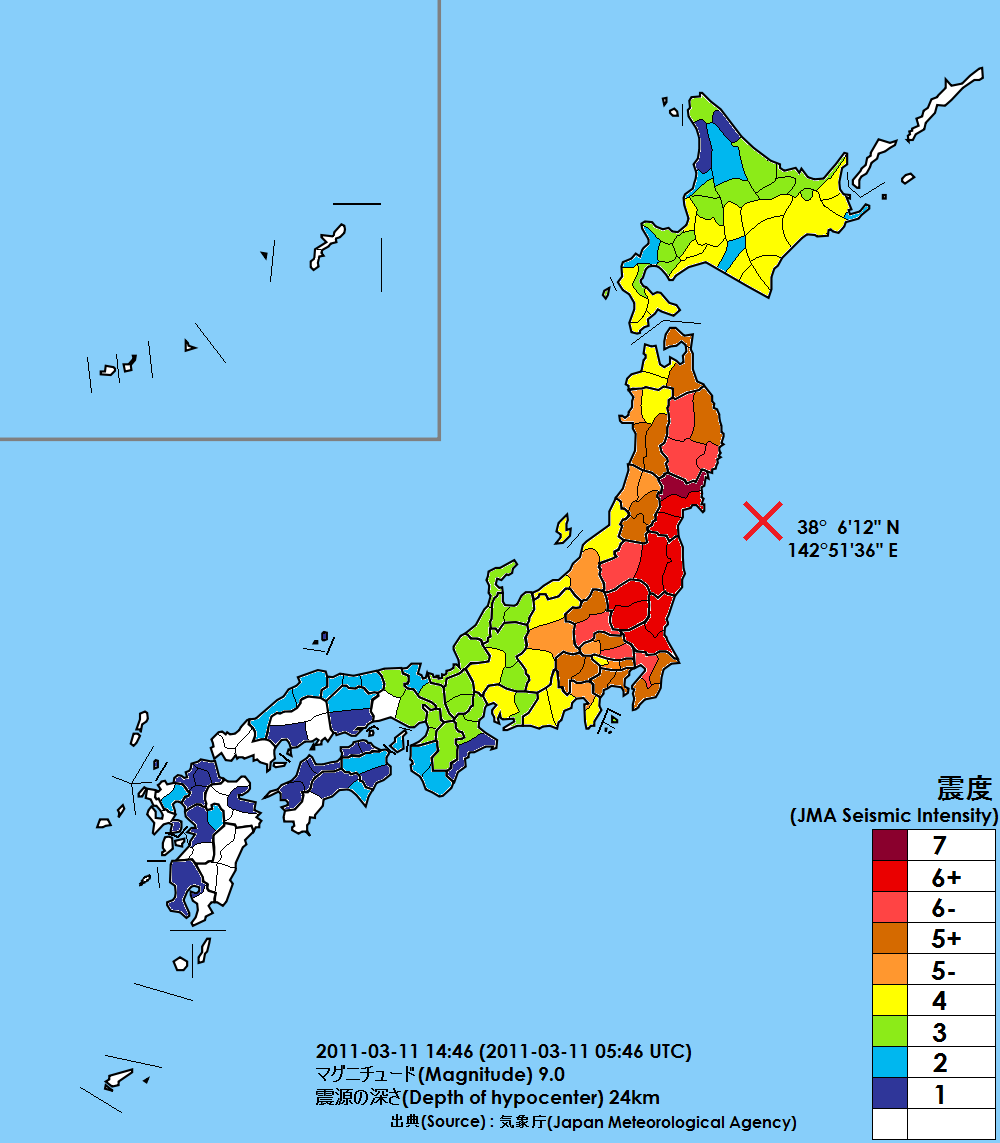
Observações de intensidade sísmica resultantes de choque principal.

O forte movimento do solo registrado no máximo 7 na escala de intensidade sísmica da Agência Meteorológica do Japão em Kurihara, na província de Miyagi.
| Intensidade | Prefeitura                                                              |
| ----------- | ----------------------------------------------------------------------- |
| 7           | miyagi                                                                  |
| 6+          | Fukushima, Ibaraki, Tochigi                                             |
| 6-          | Iwate, Gunma, Saitama, Chiba                                            |
| 5+          | Aomori, Akita, Yamagata, Tóquio, Kanagawa, Yamanashi                    |
| 5-          | Niigata, Nagano, Shizuoka                                               |
| 4           | Hokkaido, Gifu, Aichi                                                   |
| 3           | Toyama, Ishikawa, Fukui, Mie, Shiga, Kyoto, Osaka, Hyogo, Nara          |
| 2           | Wakayama, Tottori, Shimane, Okayama, Tokushima, Kochi, Saga, Kumamoto   |
| 1           | Hiroshima, Kagawa, Ehime, Yamaguchi, Fukuoka, Nagasaki, Oita, Kagoshima |

### Efeitos geofísicos

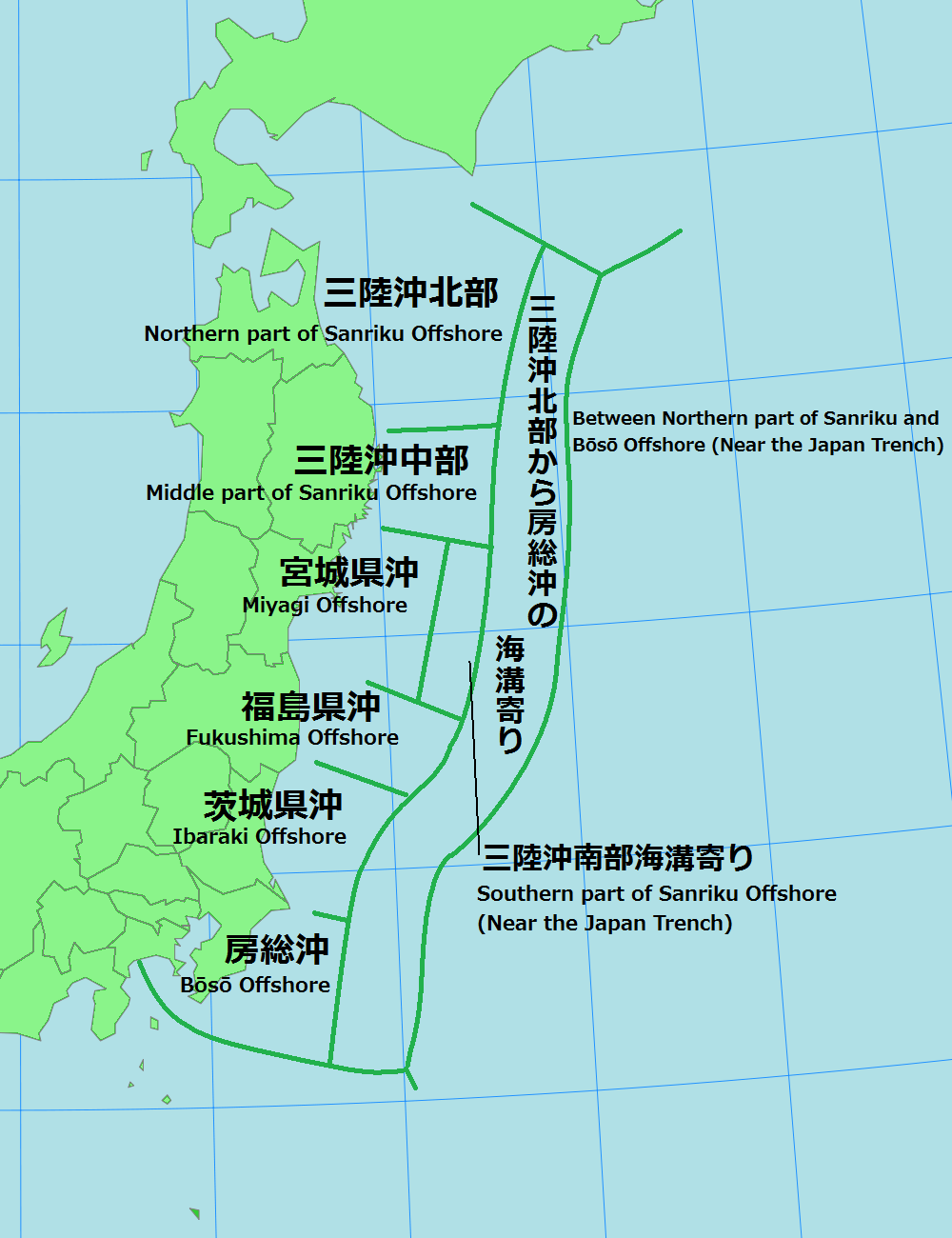
Limites da região hipocentral.

Partes do nordeste do Japão deslocaram-se em até 2,4 metros mais perto da América do Norte, tornando algumas seções da massa de terra do Japão mais largas do que antes. As áreas do Japão mais próximas do epicentro experimentaram as maiores mudanças. Um trecho de 400 quilômetros do litoral afundou verticalmente em 0,6 metros, permitindo que o tsunami viajasse mais longe e mais rápido por terra. Uma estimativa inicial sugeriu que a placa do Pacífico pode ter se movido para o oeste em até 20 metros e outra estimativa inicial colocou a quantidade de deslizamento em até 40 metros. Em 6 de abril, a guarda costeira japonesa disse que o terremoto deslocou o fundo do mar perto do epicentro em 24 metros e elevou o fundo do mar na costa da província de Miyagi em 3 metros. Um relatório da Agência Japonesa de Ciência e Tecnologia Marinha-Terra, publicado na revista Science em 2 de dezembro de 2011, concluiu que o fundo do mar na área entre o epicentro e a fossa japonesa se moveu 50 metros leste-sudeste e subiu cerca de 7 metros como resultado do terremoto. O relatório também afirmou que o terremoto causou vários grandes deslizamentos de terra no fundo do mar na área afetada.
O eixo da Terra mudou por estimativas entre 10 e 25 centímetros. Este desvio levou a uma série de pequenas mudanças planetárias, incluindo a duração de um dia, a inclinação da Terra e a oscilação de Chandler. A velocidade de rotação da Terra aumentou, encurtando o dia em 1,8 microssegundos devido à redistribuição da massa da Terra. O deslocamento axial foi causado pela redistribuição da massa na superfície da Terra, que alterou o momento de inércia do planeta. Por causa da conservação do momento angular, tais mudanças de inércia resultam em pequenas mudanças na taxa de rotação da Terra. Estas são as mudanças esperadas para um terremoto desta magnitude. O terremoto também gerou ondas infrassônicas detectadas por perturbações na órbita do satélite GOCE, que por acaso se tornou o primeiro sismógrafo em órbita. Após o terremoto, foram observadas rachaduras no teto da câmara de magma do Monte Fuji.

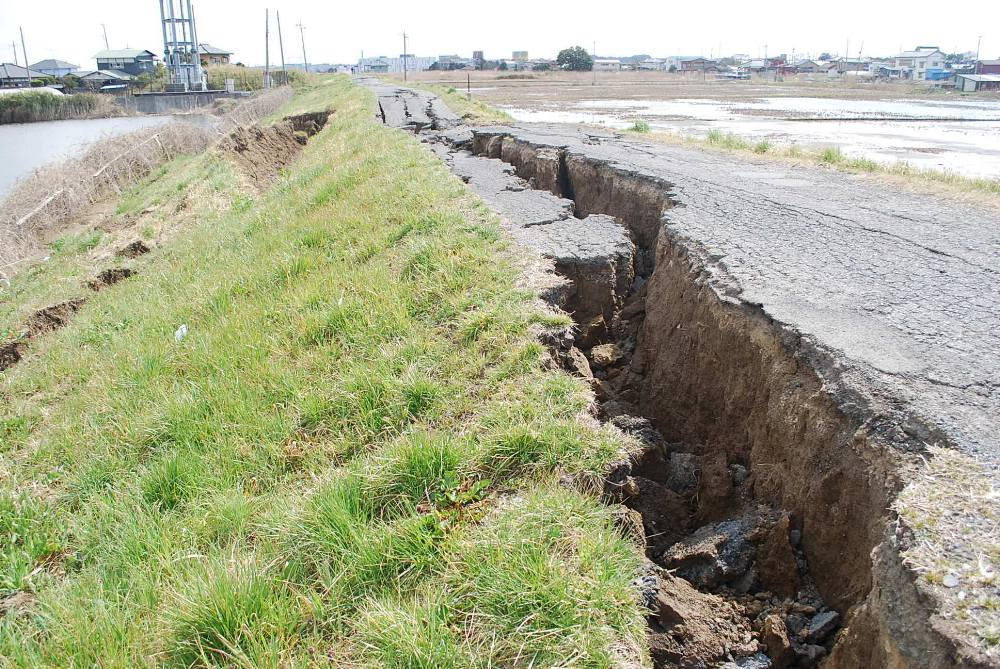
Chão rachado em após o sismo em Katori, Chiba.

Ondas seichas observados em Sognefjorden, na Noruega, foram atribuídas a ondas S distantes e ondas de Love geradas pelo terremoto. Essas seichas começaram a ocorrer cerca de meia hora após o choque principal atingir o Japão e continuaram a ocorrer por 3 horas, durante as quais foram observadas ondas de até 1,5 metro de altura. A liquefação do solo era evidente em áreas de terras recuperadas ao redor de Tóquio, particularmente em Urayasu, Chiba, Funabashi, Narashino (todos na província de Chiba) e em Koto, Edogawa, Minato, Chūō e Ōta, em Tóquio. Aproximadamente 30 casas ou edifícios foram destruídos e 1046 outros edifícios foram danificados em graus variados. O Aeroporto de Haneda, construído principalmente em terrenos recuperados, não foi danificado. Odaiba também experimentou liquefação, mas os danos foram mínimos.

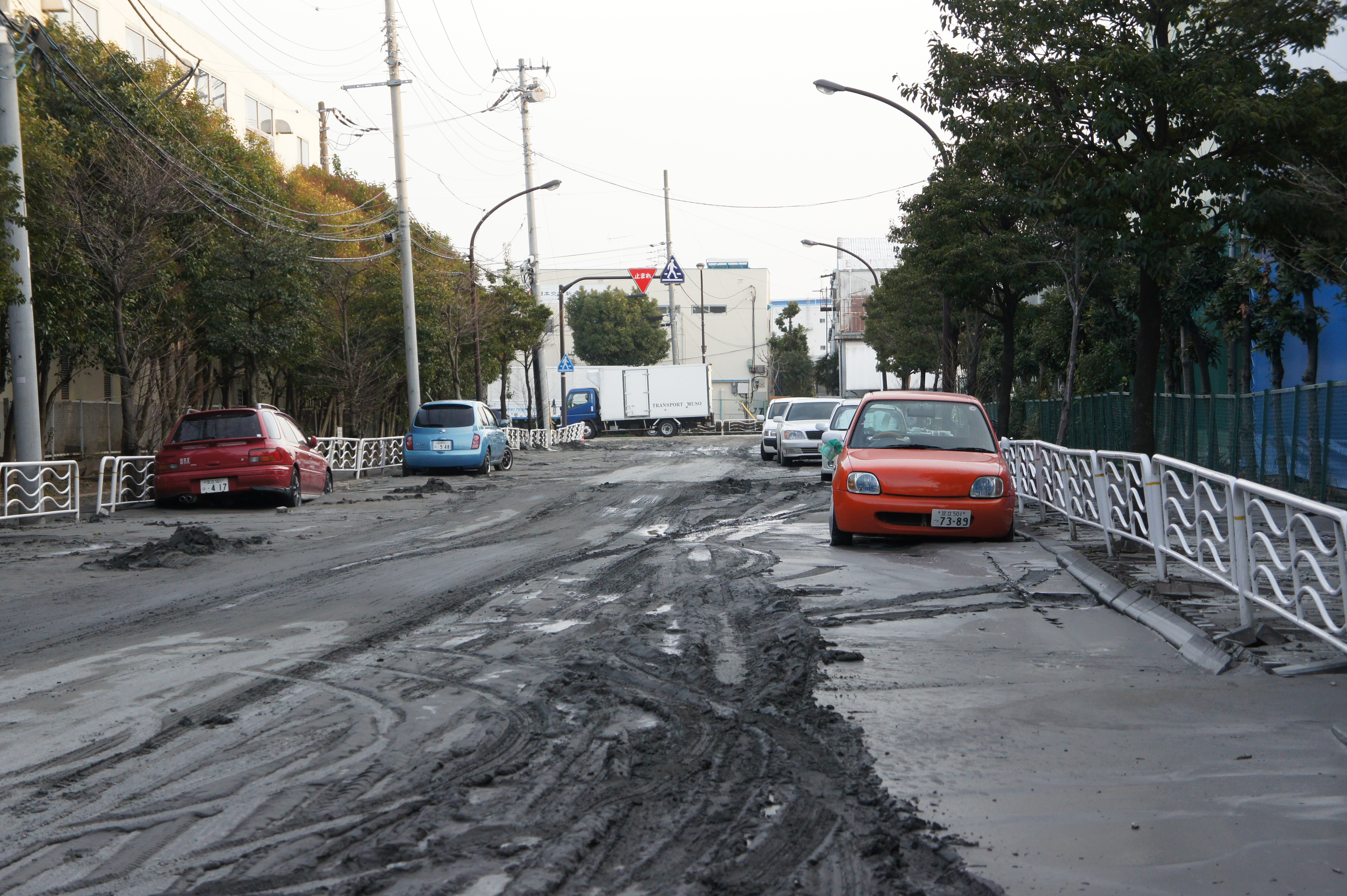
Liquefação do solo em Kōtō, Tóquio.

Shinmoedake, um vulcão em Kyushu, entrou em erupção três dias após o terremoto, o vulcão já havia entrado em erupção em janeiro de 2011; não se sabe se a erupção posterior estava ligada ao terremoto. Na Antártica, foi relatado que as ondas sísmicas do terremoto fizeram com que a Corrente de Gelo Whillans deslizasse cerca de 0,5 metros.
O primeiro sinal que os pesquisadores internacionais tiveram de que o terremoto causou uma mudança tão dramática na rotação da Terra veio do Serviço Geológico dos Estados Unidos, que monitora estações de satélite de posicionamento global (GPS) em todo o mundo. A equipe de pesquisa tinha vários monitores de GPS localizados perto da cena do terremoto. A estação GPS localizada mais próxima do epicentro moveu-se quase 4 metros, o que motivou os pesquisadores do governo a investigar outras maneiras pelas quais o terremoto pode ter causado efeitos em larga escala no planeta. Cálculos no Laboratório de Propulsão a Jato da NASA determinaram que a rotação da Terra foi alterada pelo terremoto até o ponto em que os dias agora são 1,8 microssegundos mais curtos.

## Tsunami

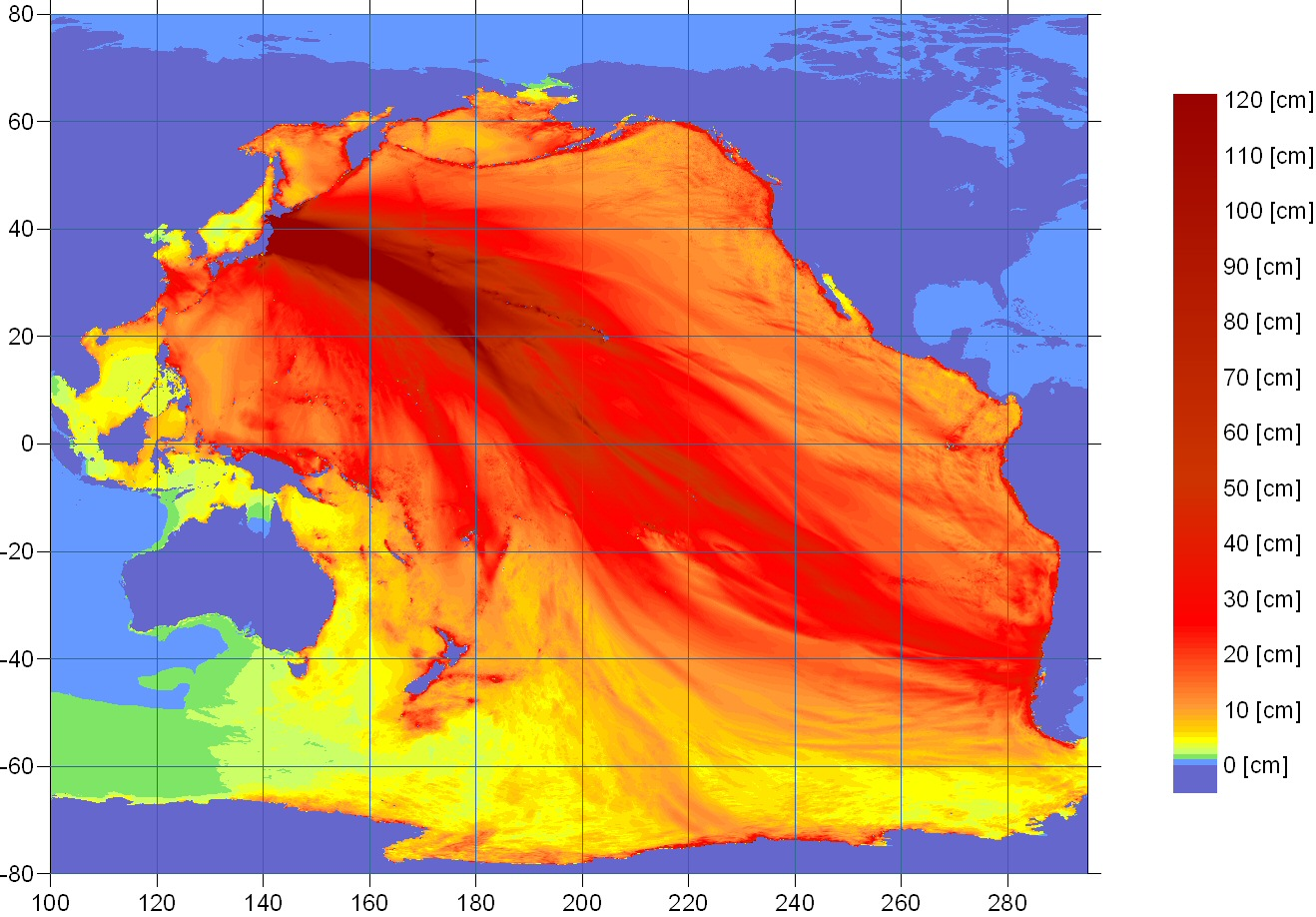
Mapa de energia do tsunami Administração Oceânica e Atmosférica Nacional (NOAA).

Uma elevação de 6 a 8 metros ao longo de 180 quilômetros de largura no fundo do mar a 60 quilômetros ao largo da costa leste de Tōhoku resultou em um grande tsunami, que trouxe destruição ao longo da costa do Pacífico das ilhas do norte do Japão. Milhares de vidas foram perdidas e cidades inteiras foram devastadas. O tsunami se propagou por toda a região do Oceano Pacífico atingindo, do Alasca ao Chile. Avisos foram emitidos e evacuações foram realizadas em muitos países que fazem fronteira com o Pacífico. Embora o tsunami tenha afetado muitos desses lugares, as alturas das ondas foram menores. A costa do Pacífico do Chile, uma das mais distantes do Japão em cerca de 17 mil quilômetros de distância, foi atingida por ondas 2 metros de altura, em comparação com uma altura de onda estimada de 38,9 metros na cidade de Miyako, Japão.

### Japão

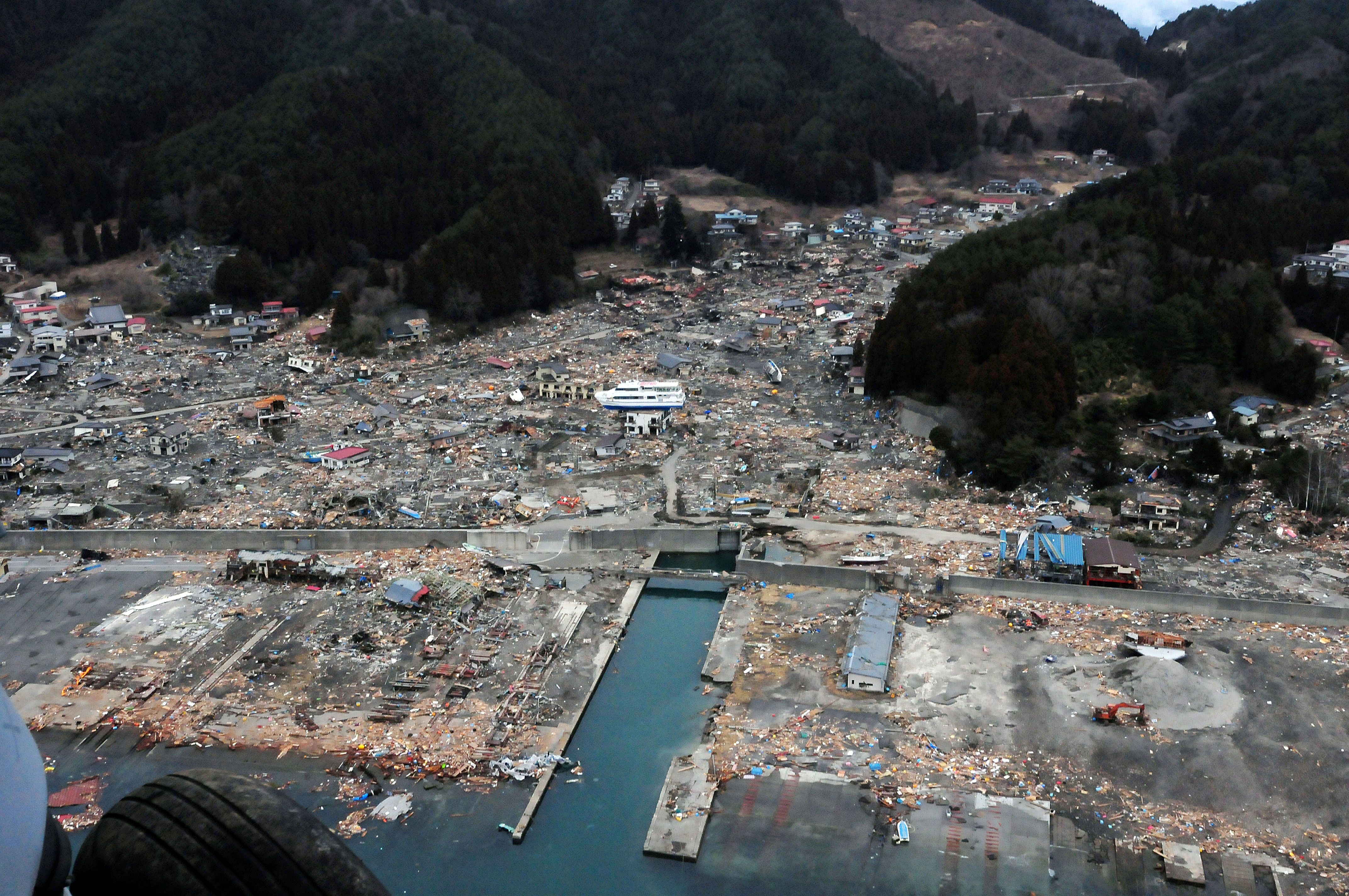
Destruição em Wakuya, Miyagi, após a passagem do tsunami.

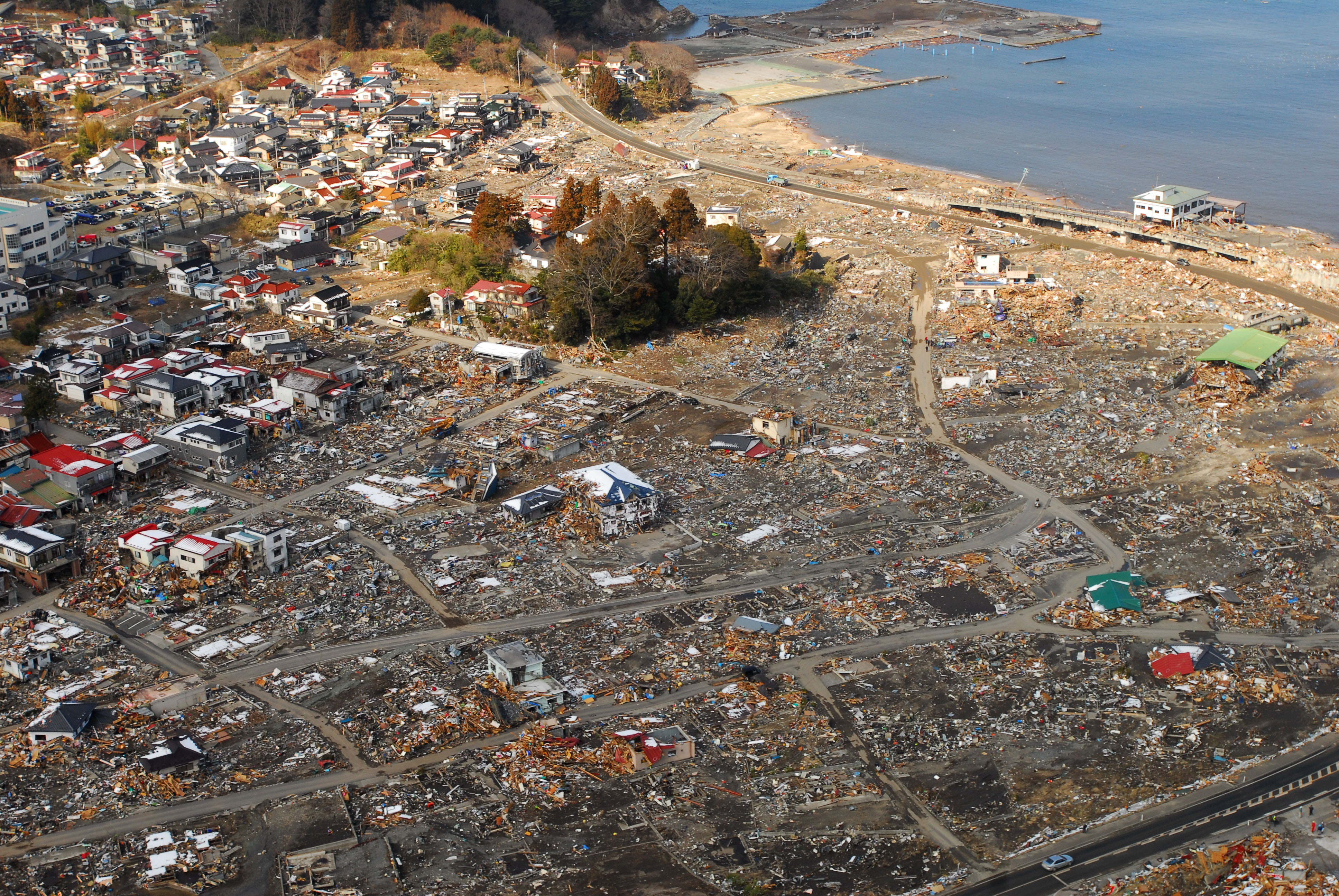
Vista aérea de Otsuchi uma semana após o tsunami.

O alerta de tsunami emitido pela Agência Meteorológica do Japão foi o mais grave em sua escala de alerta; foi classificado como um "grande tsunami", com pelo menos 3 metros de altura. A previsão de altura real variou, sendo a maior para Miyagi com 6 metros de altura. O tsunami inundou uma área total de aproximadamente 561 quilômetros quadrados no Japão.
O terremoto provocou um alerta de tsunâmi e evacuações da costa japonesa do Pacífico e de pelo menos outros 20 países, regiões e arquipélagos como Nova Zelândia, Austrália, Rússia, Guam, Filipinas, Indonésia, Papua-Nova Guiné, Nauru, Havai e Marianas Setentrionais (Estados Unidos), Alasca, Taiwan, Equador e Chile. O alerta de tsunâmi emitido pelo Japão foi o mais grave em sua escala de alerta, o que implica que a onda esperada teria uma altura de, ao menos, 10 metros de altura. Uma onda desse tamanho ocorreu às 15h55 JST, causando inundações no Aeroporto de Sendai, que fica próximo da costa da Prefeitura de Miyagi, com ondas varrendo carros e inundando vários edifícios conforme ia para o interior da ilha. O impacto do tsunâmi em torno do Aeroporto de Sendai foi filmado por um helicóptero de notícias da rede NHK, mostrando vários veículos em estradas locais tentando escapar da onda que se aproximava rapidamente. Uma onda de tsunâmi de 4 metros de altura atingiu a Prefeitura de Iwate.
Como no Sismo do Oceano Índico de 2004 e no Ciclone Nargis, o dano da afluência de água, embora muito mais localizado, pode ser muito mais letal e destrutivo do que o terremoto em si. Há relatos de "cidades inteiras destruídas" nas áreas atingidas pelo tsunâmi no Japão, incluindo 9 500 desaparecidos em Minamisanriku; Kuji e Ofunato que foram "varridas...não deixando nenhum vestígio de que uma cidade estava lá".

### Em outras partes do Pacífico
Em Guam, dois submarinos de ataque dos Estados Unidos foram retirados de suas amarras, mas logo foram tomados ao abrigo do reboque. O estado do Havaí estimou os danos à infraestrutura pública em três milhões de dólares, com danos privados ainda maiores. Uma casa foi levada para o mar.
O Centro de Alerta de Tsunâmi da Costa Oeste dos Estados Unidos e do Alasca emitiu um alerta de tsunâmi para as zonas costeiras da Califórnia e do Oregon, de Point Conception, na Califórnia, até à fronteira do Oregon e Washington. Na Califórnia, o porto em Crescent City foi atingido por ondas de tsunâmi de oito pés, com docas e cerca de 35 barcos severamente danificados, enquanto o porto de Santa Cruz estimou prejuízos de 10 milhões de dólares como resultado dos danos, com outros 4 milhões de dólares em danos em embarcações que atracam ali. A Ilha Catalina, na Califórnia e Brookings, no Oregon, também sofreram danos.
Ao longo da costa do Pacífico no México e na América do Sul, foram registrados surtos de tsunâmi, mas na maioria dos lugares causou pouco ou nenhum dano. O Peru relatou uma onda de 1,5 m e mais de 300 casas foram danificadas na cidade de Pueblo Nuevo de Colan e Pisco.

## Vítimas

### Japão

#### Estimativas iniciais
| Idade | Entre todas as mortes |
| <9    | 3,0%                  |
| 10–19 | 2,7%                  |
| 20–29 | 3,4%                  |
| 30–39 | 5,5%                  |
| 40–49 | 7,3%                  |
| 50–59 | 12,3%                 |
| 60–69 | 19,2%                 |
| 70–79 | 24,5%                 |
| >80   | 22,1%                 |

| Prefeitura | Cidade            | Mortos | Desaparecidos |
| Miyagi     | Ishinomaki        | 3 553  | 418           |
| Iwate      | Rikuzentakata     | 1 606  | 202           |
| Miyagi     | Kesennuma         | 1 218  | 214           |
| Miyagi     | Higashimatsushima | 1 132  | 23            |
| Fukushima  | Minamisoma]       | 1 050  | 111           |
| Iwate      | Kamaishi          | 994    | 152           |
| Miyagi     | Natori            | 954    | 38            |
| Miyagi     | Sendai            | 923    | 27            |
| Iwate      | Otsuchi           | 856    | 416           |
| Miyagi     | Yamamoto          | 701    | 17            |
| Iwate      | Yamada            | 687    | 145           |
| Miyagi     | Minamisanriku     | 620    | 211           |
| Miyagi     | Onagawa           | 615    | 257           |

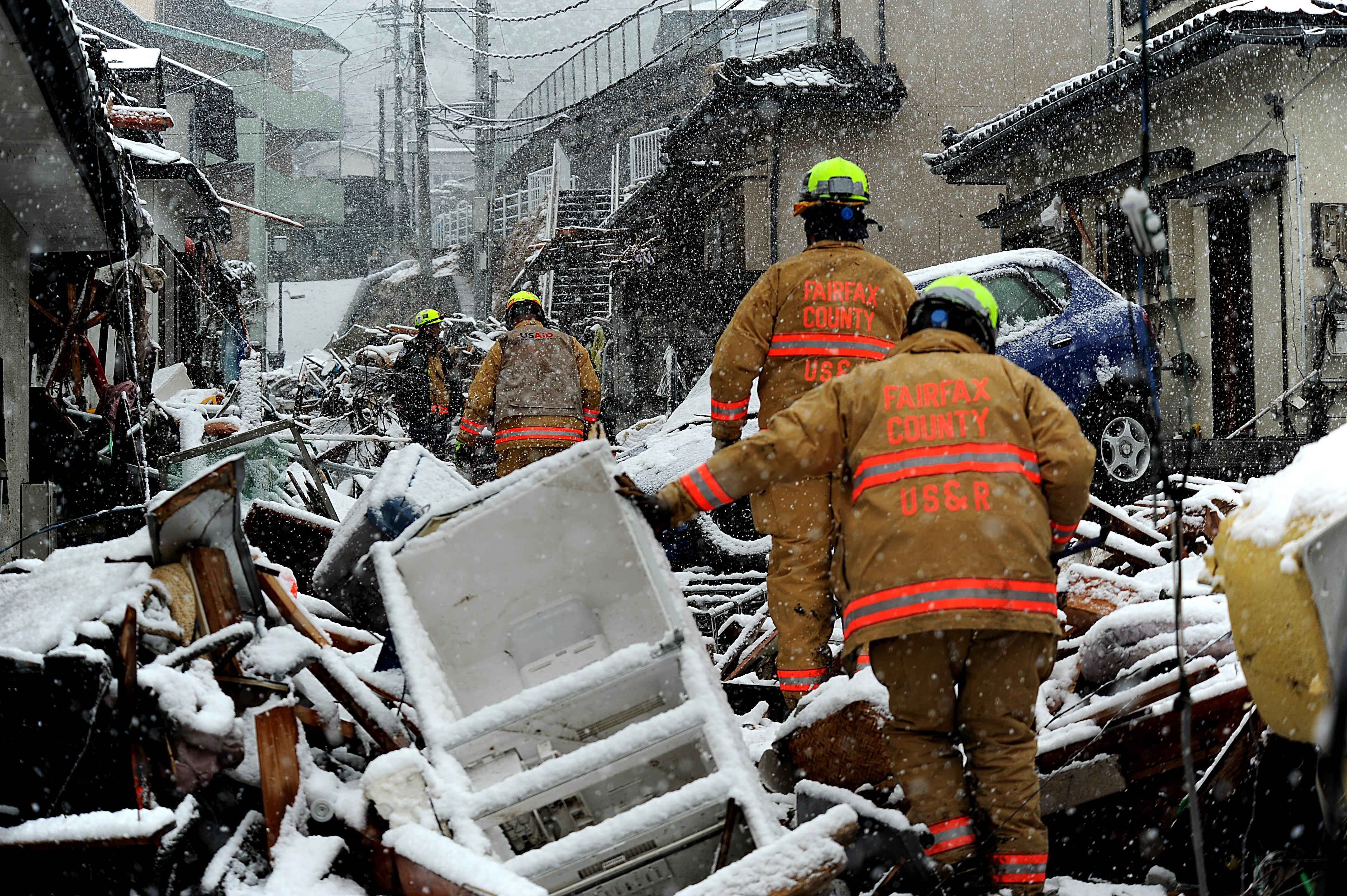
Equipe de resgate do condado de Fairfax, Virgínia, em busca de sobreviventes em Kamaishi, província de Iwate. A neve chegou minutos antes ou depois do tsunami, dependendo dos locais.

Os números oficiais divulgados em 2021 relataram 19 759 mortos, 6 242 feridos e 2 553 desaparecidos. As principais causas de morte foram afogamento (90,64% ou 14 308 corpos), queimaduras (0,9% ou 145 corpos) e outros (4,2% ou 667 corpos, a maioria esmagados por objetos pesados). Lesões relacionadas à exposição nuclear ou à descarga de água radioativa em Fukushima são difíceis de rastrear, pois 60% dos 20 mil trabalhadores no local se recusaram a participar de exames de saúde gratuitos patrocinados pelo Estado. Os idosos com mais de 60 anos de idade representam 65,8% do total de óbitos, conforme tabela ao lado.
Para fins de fundo de socorro, uma "morte relacionada ao terremoto" foi definida para incluir fadiga física e mental causada pela vida em abrigo temporário", "fadiga física e mental causada por evacuação", "tratamento atrasado devido a um hospital inoperante", "fadiga física e mental causada pelo estresse do terremoto e do tsunami". Alguns casos de suicídio também estão incluídos. A maioria dessas mortes ocorreu durante os primeiros seis meses após o terremoto e o número caiu depois disso, mas com o passar do tempo, o número continuou a aumentar. A maioria dessas mortes ocorreu na prefeitura de Fukushima, onde o governo da prefeitura sugeriu que poderiam ser devido a evacuações causadas pelo desastre nuclear de Fukushima Daiichi. Dentro da prefeitura de Fukushima, essas baixas indiretas já resultaram em mais mortes do que o número de pessoas mortas diretamente por terremotos e tsunamis.

#### Outros
A ONG Save the Children relata que até 100 mil crianças foram arrancadas de suas casas, algumas das quais foram separadas de suas famílias porque o terremoto ocorreu durante o dia escolar. 236 crianças ficaram órfãs nas prefeituras de Iwate, Miyagi e Fukushima pelo desastre; 1 580 crianças perderam um ou ambos os pais, 846 em Miyagi, 572 em Iwate e 162 em Fukushima. O terremoto e o tsunami mataram 378 alunos do ensino fundamental, médio e médio e deixaram outros 158 desaparecidos. Uma escola primária em Ishinomaki, Miyagi, a Escola Primária de Okawa, perdeu 74 de 108 alunos e 10 de 13 professores no tsunami devido à má tomada de decisão na evacuação.
O Ministério das Relações Exteriores do Japão confirmou a morte de dezenove estrangeiros. Entre eles estavam dois professores de inglês dos Estados Unidos afiliados ao Programa de Intercâmbio e Ensino do Japão; um missionário canadense em Shiogama; e cidadãos da China, Coréia do Norte e do Sul, Taiwan, Paquistão e Filipinas.
Às 9h30 UTC de 11 de março de 2011, o Google Person Finder, que foi usado anteriormente nos terremotos do Haiti, do Chile e de Christchurch, na Nova Zelândia, estava coletando informações sobre os sobreviventes e suas localizações.
Funerais japoneses são normalmente elaboradas cerimônias budistas que envolvem cremação. Os milhares de corpos, no entanto, excederam a capacidade dos crematórios e necrotérios disponíveis, muitos deles danificados pelo desastre, e houve escassez de querosene - cada cremação requer 50 litros - e gelo seco para preservação. O único crematório em Higashimatsushima, por exemplo, só podia lidar com quatro corpos por dia, embora centenas tenham sido encontrados lá. Governos e militares foram forçados a enterrar muitos corpos em valas comuns cavadas às pressas com ritos rudimentares ou sem ritos, embora parentes do falecido tenham recebido a promessa de que seriam cremados mais tarde.
Em 27 de maio de 2011, três membros da Força Terrestre de Autodefesa do Japão morreram durante operações de socorro em Tōhoku. Em março de 2012, o governo japonês reconheceu 1 331 mortes indiretamente relacionadas ao terremoto, como as causadas pelas duras condições de vida após o desastre. Em 30 de abril de 2012, 18 pessoas morreram e 420 ficaram feridas durante a recuperação de desastres ou esforços de limpeza.

### Em outros continentes
O tsunami foi causou várias mortes fora do Japão. Um homem foi morto em Jayapura, Papua, na Indonésia, depois de ser arrastado para o mar. Um homem que teria tentado fotografar o tsunami que se aproximava na foz do rio Klamath, ao sul de Crescent City, Califórnia, foi arrastado para o mar.

## Danos e efeitos

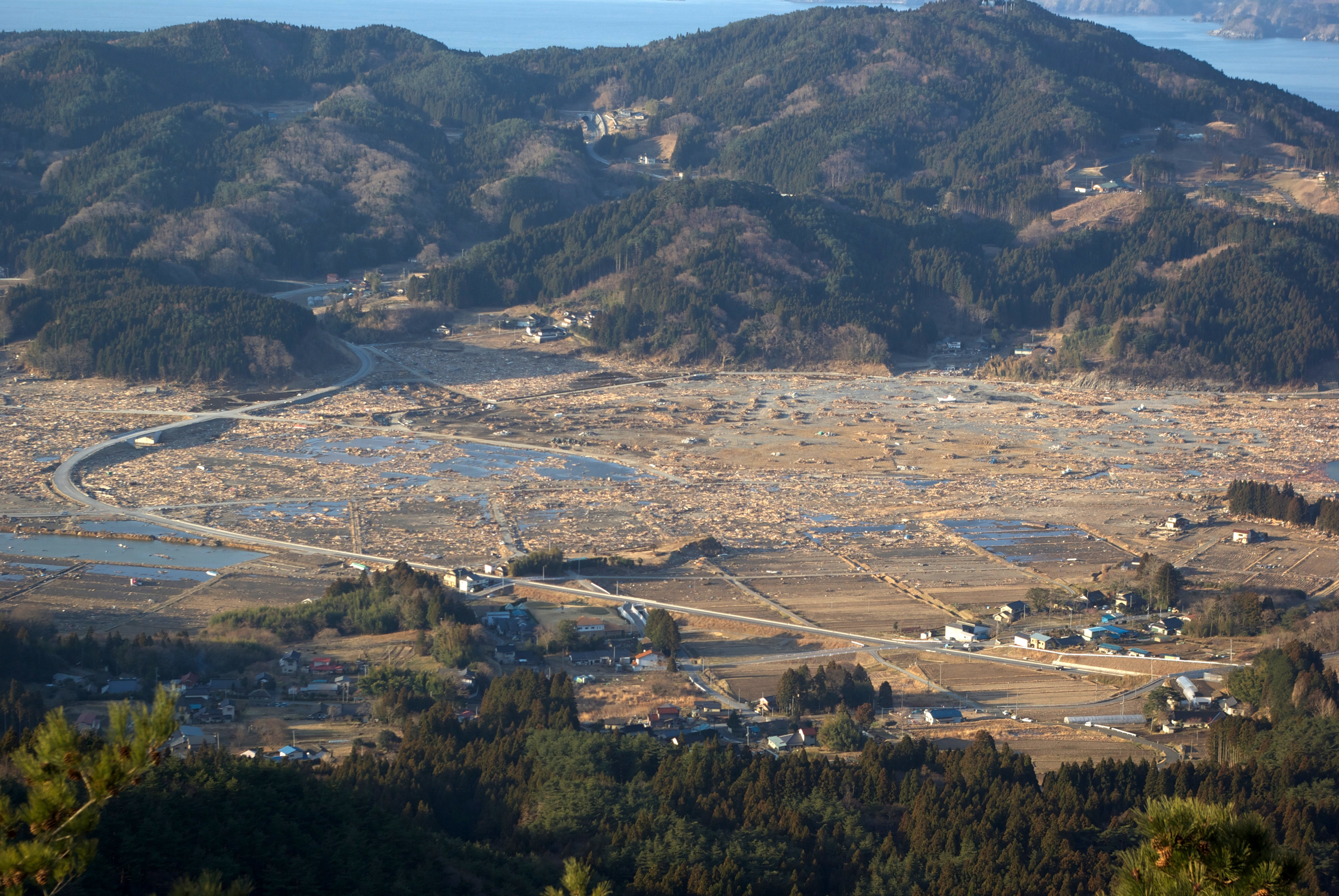
Panorama de Rikuzentakata após o desastre.

O grau e extensão dos danos causados pelo terremoto e consequente tsunami foram enormes, sendo a maior parte dos danos causados pelo tsunami. Imagens de vídeo das cidades mais afetadas mostram pouco mais do que pilhas de escombros, com quase nenhuma parte de qualquer estrutura deixada de pé. As estimativas do custo dos danos chegam a dezenas de bilhões de dólares; fotografias de satélite antes e depois de regiões devastadas mostram danos imensos em muitas regiões. Embora o Japão tenha investido o equivalente a bilhões de dólares em diques anti-tsunami que revestem pelo menos 40% de seus 34 751 km de litoral e suporte ondas de até 12 metros de altura, o tsunami simplesmente atingiu o topo de alguns paredões, desmoronando alguns no processo.

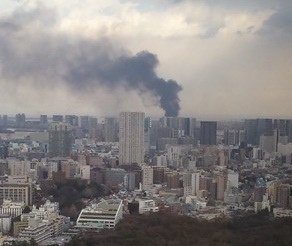
Um incêndio que eclodiu em Tóquio após o terremoto.

A Agência Nacional de Polícia do Japão disse em 3 de abril de 2011 que 45,7 mil edifícios foram destruídos e 144,3 mil foram danificados pelo terremoto e tsunami. Os edifícios danificados incluíram 29,5 mil estruturas na Prefeitura de Miyagi, 12,5 mil na Prefeitura de Iwate e 2,4 mil na Prefeitura de Fukushima. Trezentos hospitais com 20 leitos ou mais em Tōhoku foram danificados pelo desastre, sendo que 11 deles foram completamente destruídos. O terremoto e o tsunami criaram cerca de 24 a 25 milhões de toneladas de entulho e detritos no Japão.

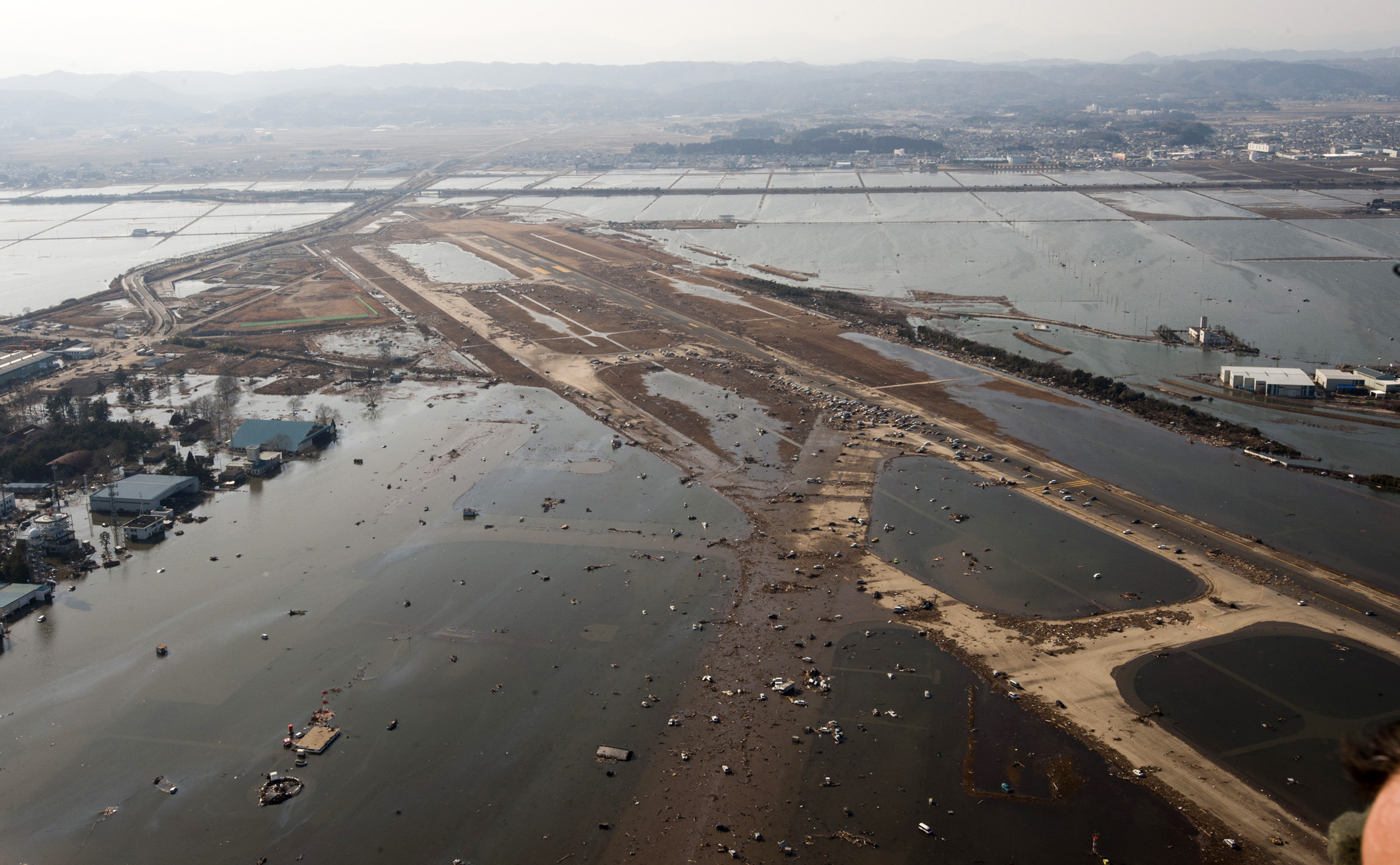
Aeroporto de Sendai destruído pelo tsunâmi de 2011.

Um relatório da Agência Nacional de Polícia do Japão em 10 de setembro de 2018 listou 121 778 edifícios como "totalmente desmoronados", com mais 280.926 edifícios "meio desmoronados" e outros 699.180 edifícios "parcialmente danificados". O terremoto e o tsunami também causaram danos estruturais extensos e graves no nordeste do Japão, incluindo grandes danos a estradas e ferrovias, bem como incêndios em muitas áreas e o colapso de uma barragem. O então primeiro-ministro japonês Naoto Kan disse: "Nos 65 anos após o fim da Segunda Guerra Mundial, esta é a crise mais dura e difícil para o Japão". Cerca de 4,4 milhões de lares no nordeste do Japão ficaram sem eletricidade e 1,5 milhão sem água.
Estima-se que 230 mil  automóveis e caminhões foram danificados ou destruídos no desastre. Até o final de maio de 2011, os moradores das prefeituras de Iwate, Miyagi e Fukushima solicitaram o cancelamento do registro de 15 mil veículos, o que significa que os proprietários desses veículos os consideravam irreparáveis ou não recuperáveis.

### Condições climáticas

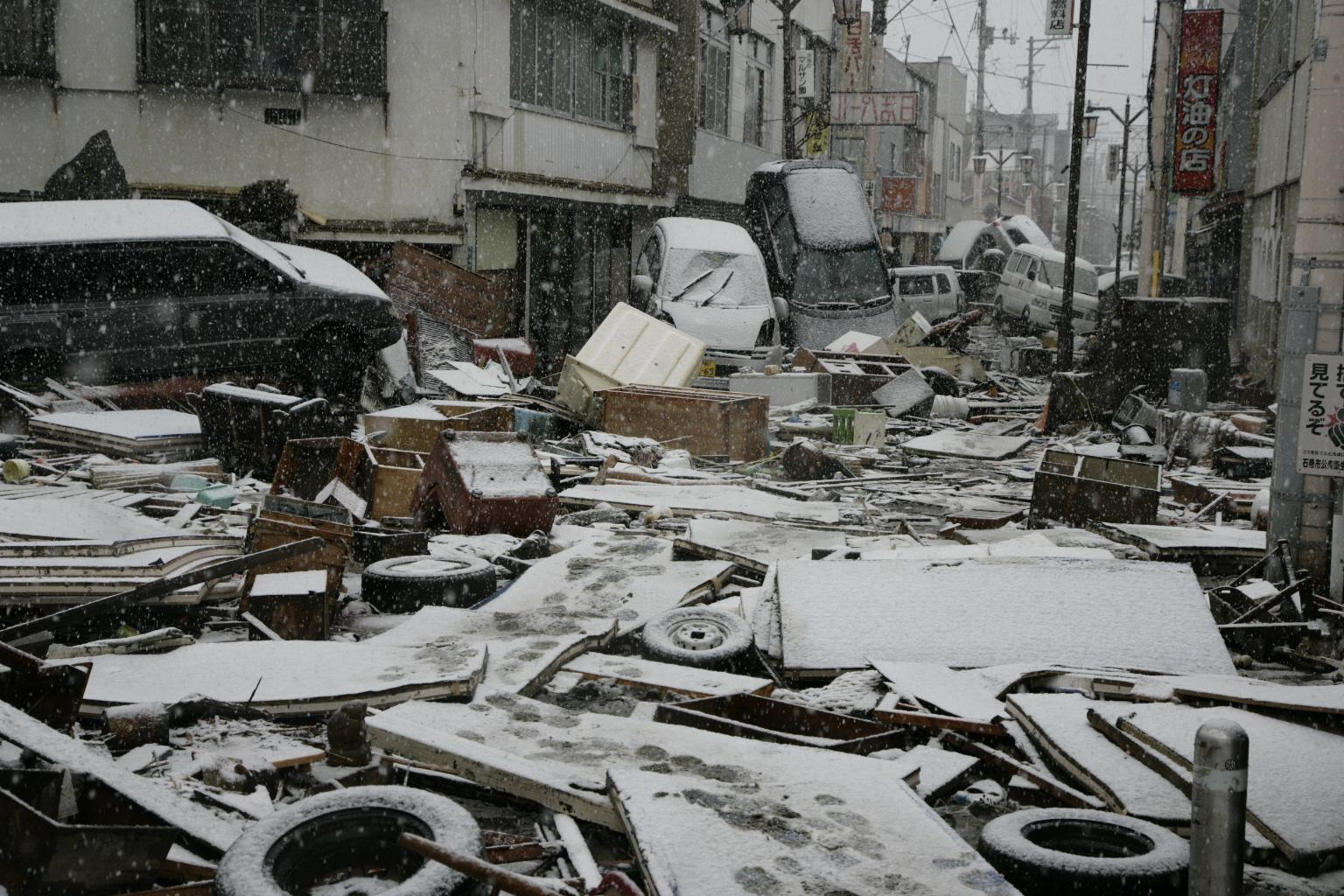
Queda de neve em Ishinomaki, 16 de março.

A baixa temperatura e a queda de neve foram as principais preocupações após o terremoto. A neve chegou minutos antes ou depois do tsunami, dependendo dos locais. Em Ishinomaki, a cidade que sofreu mais mortes, uma temperatura de 0 °C foi medida e começou a nevar algumas horas após o terremoto. A neve caiu novamente em 16 de março e de forma intermitente nas semanas seguintes. O dia 18 de março foi o mais frio daquele mês, registrando -4 °C a 6 °C em Sendai. Fotos de ruínas da cidade cobertas de neve foram apresentadas em várias fotos na mídia internacional, incluindo a NASA.

### Detritos
O tsunami produziu enormes quantidades de detritos: estimativas de 5 milhões de toneladas de resíduos foram relatadas pelo Ministério do Meio Ambiente do Japão. Alguns desses resíduos, principalmente plástico e isopor, chegaram às costas do Canadá e dos Estados Unidos no final de 2011. Ao longo da costa oeste dos Estados Unidos, isso aumentou a quantidade de lixo por um fator de dez e pode ter transportado espécies exóticas.

### Barragens e problemas hídricos

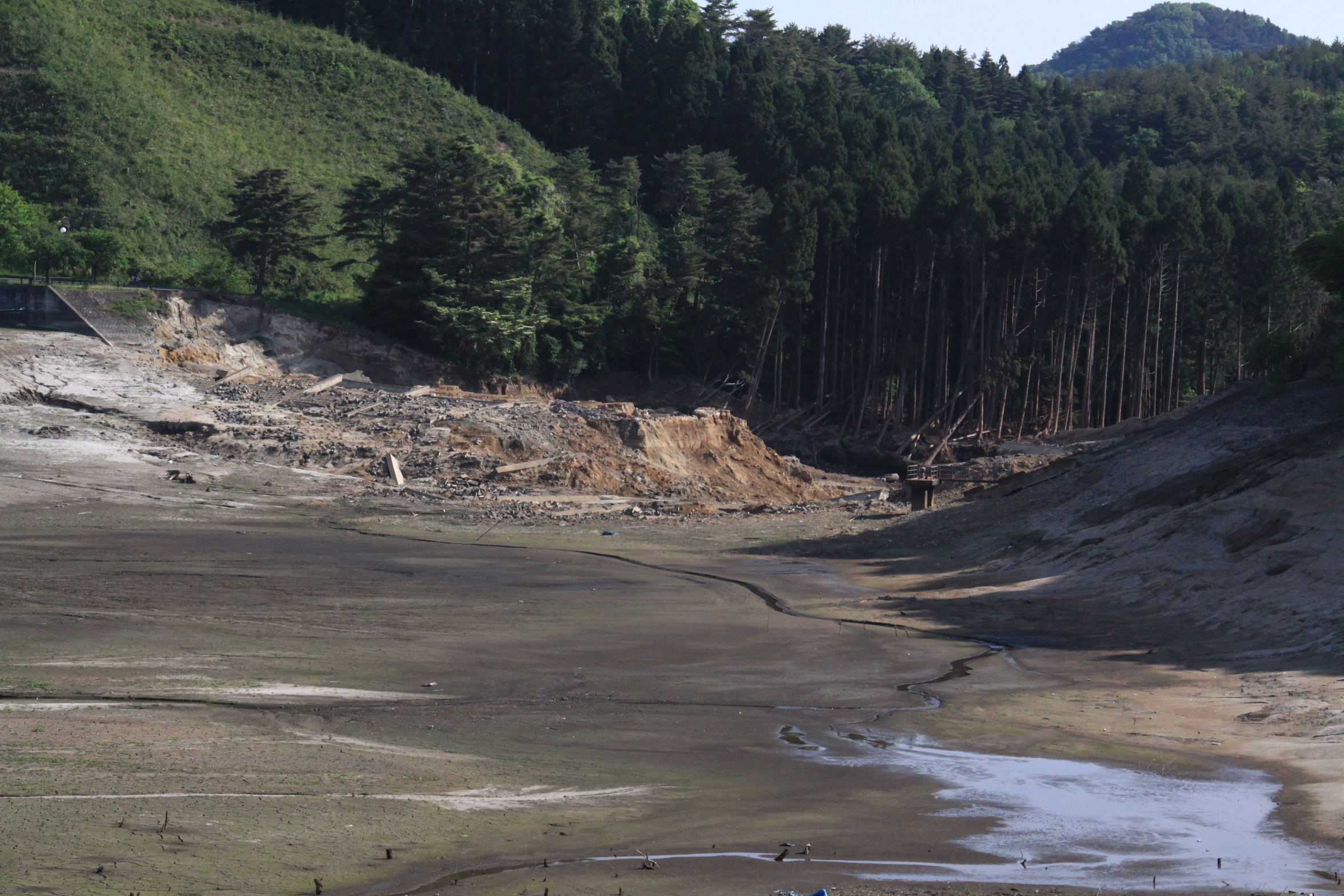
Barragem destruída em Fujinuma.

A barragem de irrigação de Fujinuma em Sukagawa se rompeu, causando inundações e a destruição de cinco casas. Oito pessoas ficaram desaparecidas e quatro corpos foram descobertos pela manhã. Alguns moradores alegaram que tentaram consertar vazamentos na barragem antes que ela falhasse completamente. Em 12 de março, 252 barragens foram inspecionadas e descobriu-se que seis barragens de aterro apresentavam rachaduras rasas em suas cristas. O reservatório de uma barragem de gravidade de concreto sofreu uma pequena falha de talude não grave. Todas as barragens danificadas voltaram a funcionar sem problemas. Quatro barragens dentro da área do terremoto ficaram inacessíveis.
Logo após a calamidade, pelo menos 1,5 milhão de famílias perderam o acesso ao abastecimento de água. Em 21 de março de 2011, esse número caiu para 1,04 milhão.

### Distribuição de energia elétrica

Divisão geográfica entre sistemas de 50 hertz e sistemas de 60 hertz na rede de distribuição de eletricidade do Japão.

De acordo com o ministério do comércio japonês, cerca de 4,4 milhões de residências atendidas pela Tōhoku Electric Power (TEP) no nordeste do Japão ficaram sem eletricidade. Várias usinas nucleares e convencionais foram desligadas, reduzindo a capacidade total da Tokyo Electric Power Company (TEPCO) em 21 GW. Os apagões contínuos começaram em 14 de março devido à falta de energia causada pelo terremoto. A TEPCO, que normalmente fornece aproximadamente 40 GW de eletricidade, anunciou que só poderia fornecer cerca de 30 GW, porque 40% da eletricidade usada na área metropolitana de Tóquio era fornecida por reatores nas prefeituras de Niigata e Fukushima. Os reatores nas usinas de Fukushima Daiichi e Fukushima Dai-ni foram desligados automaticamente quando ocorreu o primeiro terremoto e sofreram grandes danos causados pelo sismo e também pelo subsequente tsunami. Apagões contínuos de aproximadamente três horas ocorreram ao longo de abril e maio, enquanto a TEPCO lutava para encontrar uma solução temporária de energia. Os apagões afetaram as províncias de Tóquio, Kanagawa, Shizuoka Oriental, Yamanashi, Chiba, Ibaraki, Saitama, Tochigi e Gunma. As reduções voluntárias no uso de eletricidade pelos consumidores na área de Kanto ajudaram a reduzir a frequência e a duração previstas dos apagões. Até 21 de março de 2011, o número de domicílios no norte sem eletricidade caiu para 242 927.

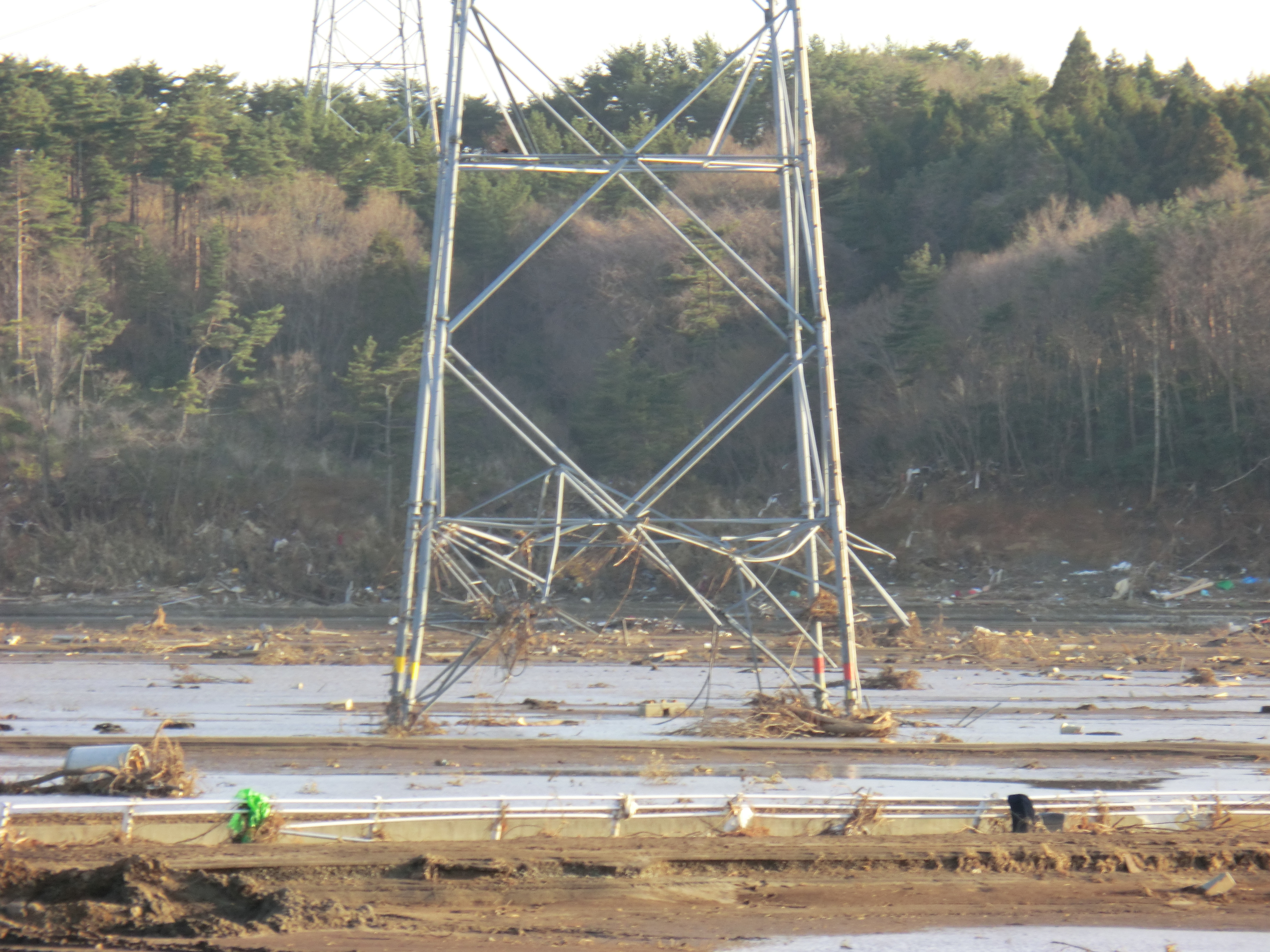
Uma torre de transmissão danificada e linhas de energia cortadas em Minamisōma, Fukushima.

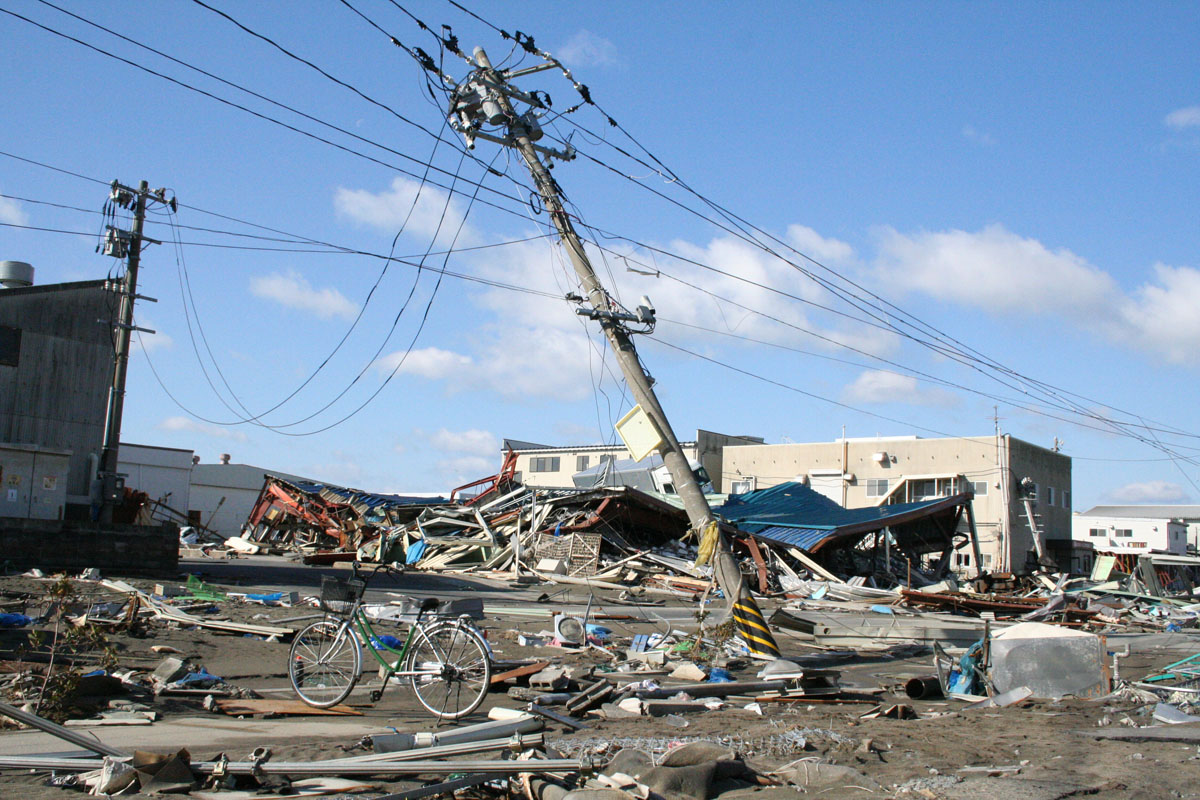
Postes de energia danificados em Ishinomaki.

A Tōhoku Electric Power não foi capaz de fornecer energia adicional à região de Kanto porque as usinas de energia da TEP também foram danificadas no terremoto. A Kansai Electric Power Company (Kepco) não podia compartilhar eletricidade, porque seu sistema operava a 60 hertz, enquanto a TEPCO e a TEP operam seus sistemas a 50 hertz; a disparidade se deve ao desenvolvimento industrial e de infraestrutura na década de 1880, que deixou o Japão sem uma rede elétrica nacional unificada. Duas subestações, uma na província de Shizuoka e outra na província de Nagano, foram capazes de converter entre frequências e transferir eletricidade de Kansai para Kanto e Tōhoku, mas sua capacidade era limitada a 1 GW. Com danos a tantas usinas de energia, temia-se que levaria anos até que uma solução de longo prazo pudesse ser encontrada.
Para ajudar a aliviar a escassez, três fabricantes de aço na região de Kanto contribuíram com eletricidade produzida por suas usinas convencionais internas à TEPCO para distribuição ao público em geral. A Sumitomo Metal Industries poderia produzir até 500 MW, a JFE Steel 400 MW e a Nippon Steel 500 MW de energia elétrica. Os fabricantes de automóveis e autopeças em Kanto e Tōhoku concordaram em maio de 2011 em operar suas fábricas aos sábados e domingos e fechar às quintas e sextas-feiras para ajudar a aliviar a escassez de eletricidade durante o verão de 2011. O público e outras empresas também foram incentivados a economizar eletricidade.
A esperada crise de eletricidade no verão de 2011 foi evitada com sucesso graças a todas essas medidas. O pico de consumo de eletricidade registrado pela TEPCO no período foi de 49,22 GW, 10,77 GW (18%) inferior ao pico de consumo do ano anterior. O consumo global de eletricidade durante julho e agosto também foi 14% menor do que no ano anterior. O pico de consumo de eletricidade na área da TEP foi de 12,46 GW durante o verão de 2011, 3,11 GW (20%) abaixo do pico de consumo do ano anterior, e o consumo geral foi reduzido em 11% em julho, com 17% em agosto em comparação com ano anterior. O governo japonês continuou a pedir ao público que economize eletricidade até 2016, quando se prevê que o fornecimento seja suficiente para atender à demanda, graças ao aprofundamento da mentalidade de economizar eletricidade entre o público corporativo e em geral, adição de novos fornecedores de eletricidade devido à política de liberalização da electricidade, o aumento da produção de energias renováveis, bem como das centrais a combustíveis fósseis, bem como a partilha de electricidade entre diferentes empresas de electricidade.

### Petróleo, gás e carvão

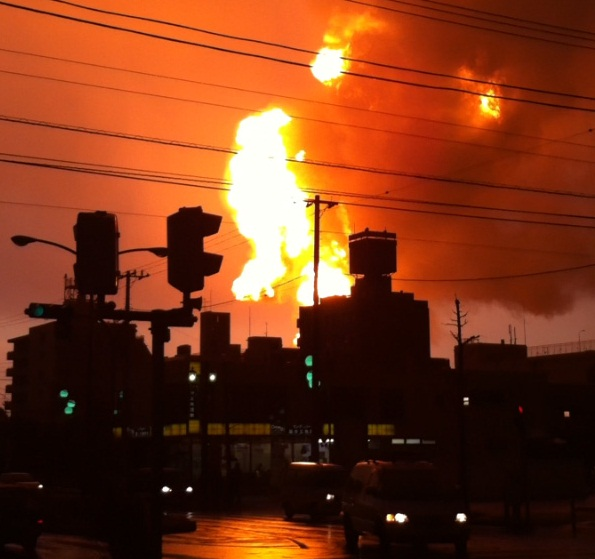
Incêndio na refinaria Cosmo Oil em Ichihara.

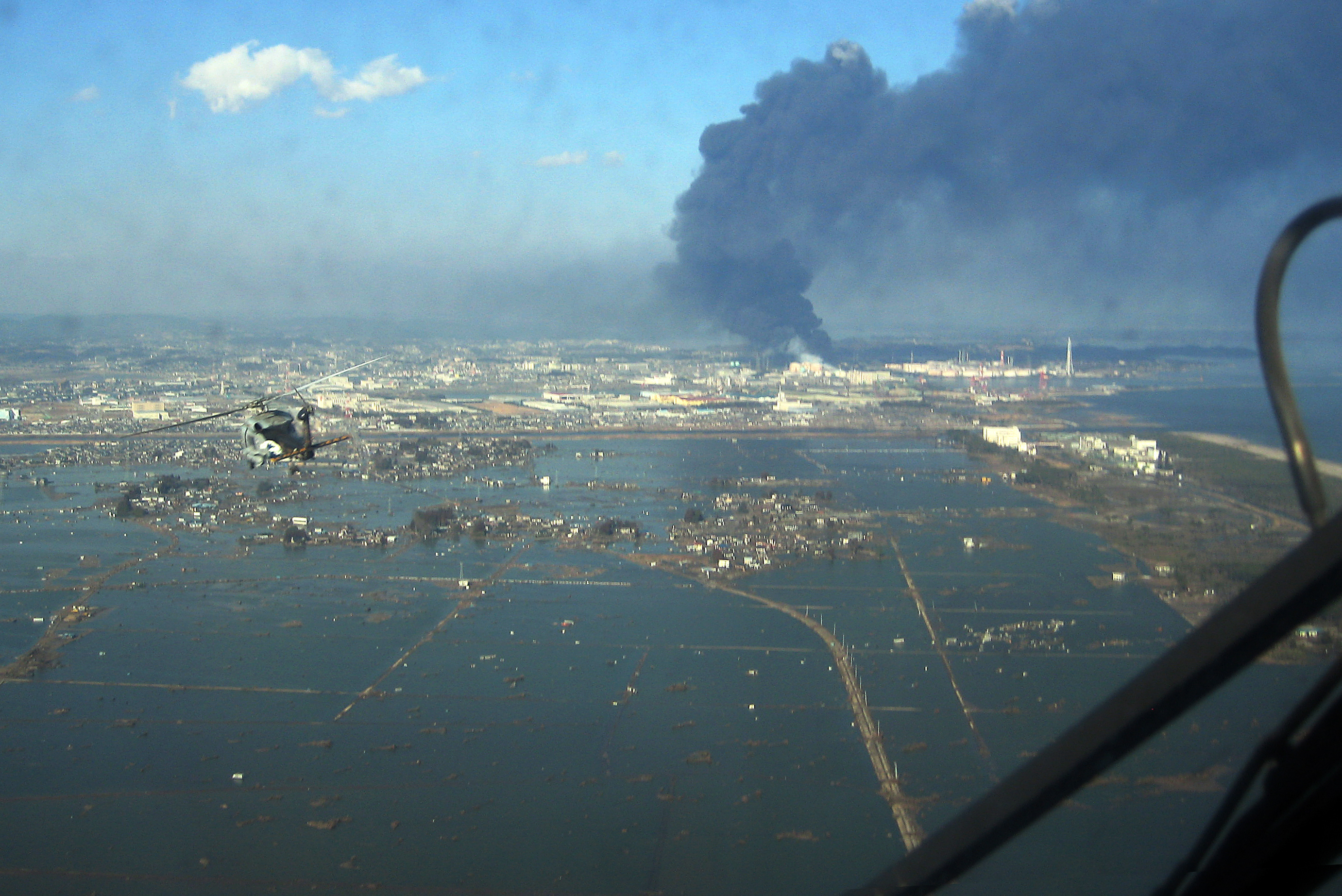
Uma vista aérea da fumaça em um incêndio na refinaria da Nippon Oil em Sendai.

A refinaria de petróleo da Cosmo Oil Company com capacidade de refinar 35 mil metros cúbicos de petróleo por dia foi incendiada por conta dos danos do terremoto em Ichihara, Chiba, a leste de Tóquio. O incêndio foi extinto após dez dias, ferindo seis pessoas e destruindo tanques de armazenamento.
Outras refinarias interromperam a produção devido a verificações de segurança e perda de energia. Em Sendai, uma refinaria com capacidade de refinar 23 mil metros cúbicos por dia pertencendete à JX Nippon Oil & Energy também foi incendiada por conta do terremoto. Os trabalhadores foram evacuados, mas os alertas de tsunami impediram os esforços para extinguir o incêndio até 14 de março, quando as autoridades planejavam fazê-lo.
A usina municipal de importação de gás natural liquefeito em Sendai também foi seriamente danificada e o fornecimento foi interrompido por pelo menos um mês. Além do refino e armazenamento, várias usinas foram danificadas. Estes incluem Sendai #4, New-Sendai #1 e #2, Haranomachi #1 e #2, Hirono #2 e #4 e Hitachinaka #1.

### Centrais nucleares
As usinas nucleares de Fukushima Daiichi, Fukushima Daini, Onagawa e Tōkai, consistindo em um total de onze reatores, foram desligadas automaticamente após o terremoto. Higashidōri, também na costa nordeste, já estava parada para inspeção periódica. O resfriamento é necessário para remover o calor de decaimento após o desligamento de um reator Geração II e para manter os reservatórios de combustível usado. O processo de resfriamento é alimentado por geradores a diesel de emergência nas usinas e na usina de reprocessamento nuclear de Rokkasho. Em Fukushima Daiichi e Daini, as ondas do tsunami ultrapassaram os paredões e destruíram os sistemas de energia a diesel, levando a graves problemas, incluindo três grandes explosões e vazamento radioativo. Análises subsequentes descobriram que muitas usinas nucleares japonesas, incluindo Fukushima Daiichi, não estavam adequadamente protegidas contra tsunamis. Mais de 200 mil pessoas foram evacuadas.
A descarga de água radioativa em Fukushima foi confirmada em análises posteriores nos três reatores de Fukushima I (Unidades 1, 2 e 3), que sofreram derretimentos e continuaram vazando água refrigeradora.
O tremor secundário em 7 de abril causou a perda de energia externa da Usina de Reprocessamento de Rokkasho e da Usina Nuclear de Higashidori, mas os geradores estavam funcionando. A Usina Nuclear de Onagawa perdeu três de suas quatro linhas de energia externas e perdeu temporariamente a função de resfriamento em seus reservatórios de combustível usado por "20 a 80 minutos". Um derramamento de "até 3,8 litros" de água radioativa também ocorreu em Onagawa após o tremor secundário. Um relatório da Agência Internacional de Energia Atômica (AIEA) em 2012 descobriu que a Usina Nuclear de Onagawa permaneceu praticamente intacta.
Em fevereiro de 2019, havia 42 reatores operacionais no Japão. Destes, apenas nove reatores em cinco usinas estavam operando após terem sido reiniciados após 2011.

#### Colapso de Fukushima

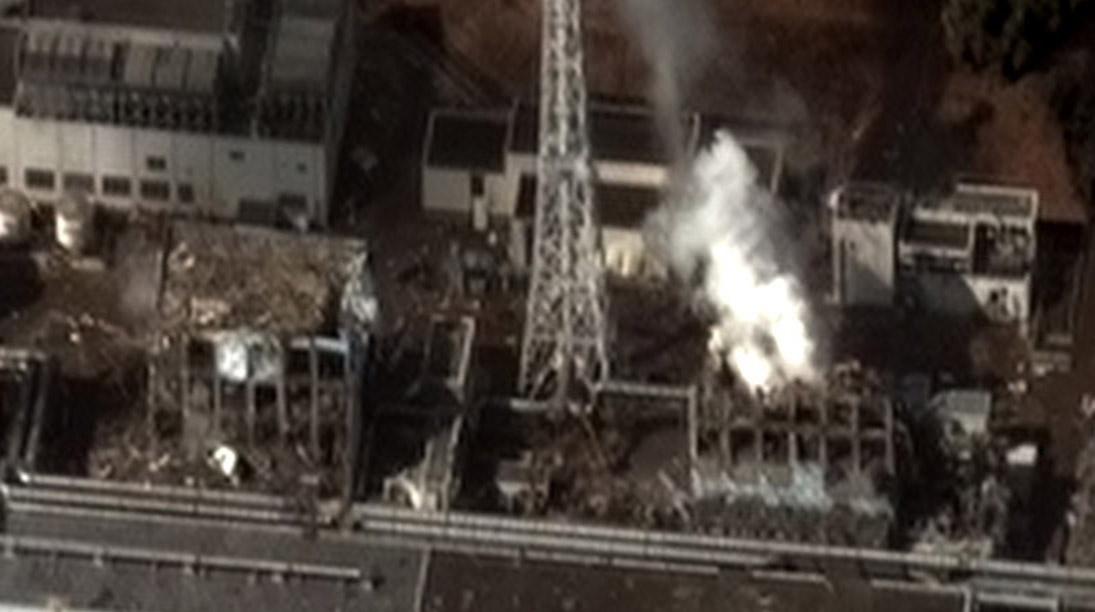
Três dos reatores da Central Nuclear de Fukushima I superaqueceram, causando colapsos que eventualmente levaram a explosões, que liberaram grandes quantidades de material radioativo no ar.

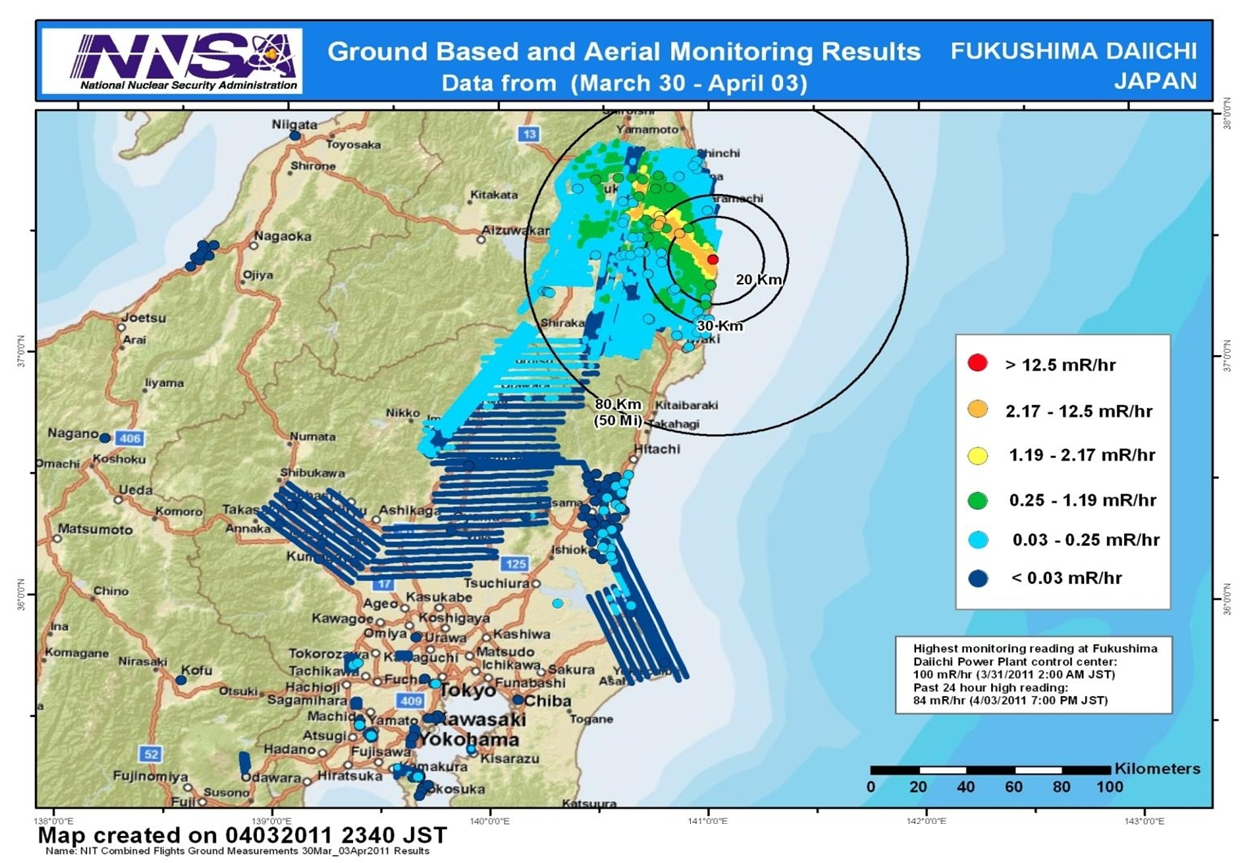
Mapa das áreas contaminadas ao redor da Central Nuclear de Fukushima I em abril de 2011.

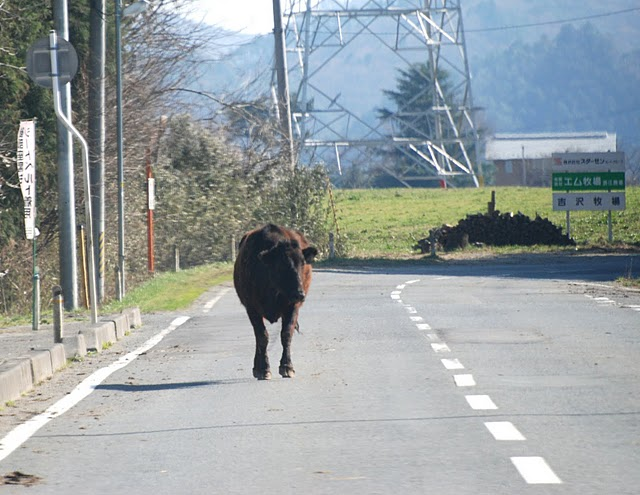
Uma vaca solta vagando por Namie, Fukushima depois que a área foi evacuada.

O Japão declarou estado de emergência após a falha do sistema de resfriamento da Usina Nuclear de Fukushima Daiichi, resultando na evacuação de moradores próximos. Funcionários da Agência Japonesa de Segurança Nuclear e Industrial relataram que os níveis de radiação dentro da usina eram até  mil vezes os níveis normais e que os níveis de radiação fora da usina eram até oito vezes além dos níveis normais. Mais tarde, um estado de emergência também foi declarado na usina nuclear de Fukushima Daini por volta de 11 quilômetros ao sul.  Especialistas descreveram que o desastre de Fukushima não foi tão ruim quanto o desastre de Chernobyl, mas pior do que o acidente de Three Mile Island.
A descarga de água radioativa da Usina Nuclear de Fukushima Daiichi foi posteriormente detectada em água de torneiras. Iodo radioativo foi detectado na água da torneira em Fukushima, Tochigi, Gunma, Tóquio, Chiba, Saitama e Niigata, e césio radioativo na água da torneira em Fukushima, Tochigi e Gunma. Césio radioativo, iodo e estrôncio também foram detectados no solo em alguns lugares em Fukushima. Muitos pontos radioativos foram encontrados fora da zona de evacuação, incluindo Tóquio. A contaminação radioativa de produtos alimentícios foi detectada em vários lugares do Japão. Em 2021, o gabinete japonês finalmente aprovou o despejo de água radioativa em Fukushima no Oceano Pacífico ao longo de 30 anos, com total apoio da AIEA.

#### Incidentes em outros lugares
Um incêndio ocorreu na seção da turbina da Usina Nuclear de Onagawa após o terremoto. O incêndio ocorreu em um prédio que abriga a turbina, localizado separadamente do reator da usina, e logo foi extinto. A fábrica foi fechada por precaução.
Em 13 de março, o estado de emergência de nível mais baixo foi declarado em relação à usina de Onagawa, pois as leituras de radioatividade temporariamente excederam os níveis permitidos na área da usina. A Tōhoku Electric Power Co. afirmou que isso pode ter ocorrido devido à radiação dos acidentes nucleares de Fukushima Daiichi, mas não da própria usina de Onagawa.
Como resultado do tremor secundário de 7 de abril, a Usina Nuclear de Onagawa perdeu três das quatro linhas de energia externas e perdeu a função de resfriamento por até 80 minutos. Um derramamento de alguns litros de água radioativa ocorreu em Onagawa.
O reator número 2 da Usina Nuclear de Tōkai foi desligado automaticamente. Em 14 de março, foi relatado que uma bomba do sistema de resfriamento desse reator havia parado de funcionar; no entanto, a Japan Atomic Power Company afirmou que havia uma segunda bomba operacional sustentando os sistemas de resfriamento, mas que dois dos três geradores a diesel usados para alimentar o sistema de resfriamento estavam fora de serviço.

### Transportes

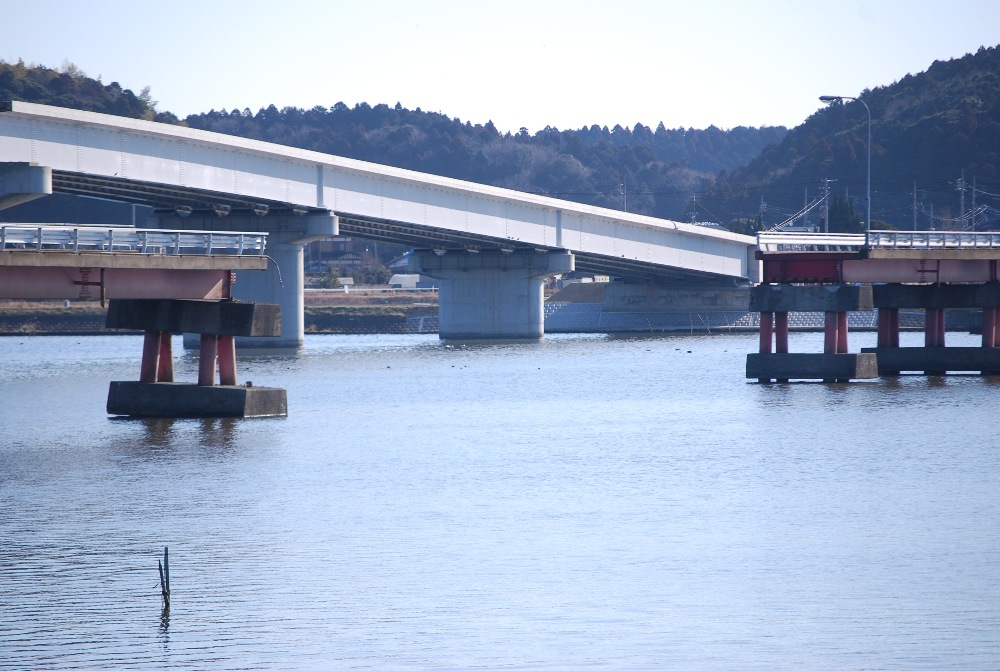
Uma ponte rodoviária danificada após o terremoto.

A rede de transporte do Japão sofreu graves interrupções. Muitas seções da via expressa Tōhoku que atendem ao norte do Japão foram danificadas. A via expressa não foi reaberta ao uso do público em geral até 24 de março de 2011. Todos os serviços ferroviários foram suspensos em Tóquio, com cerca de 20 mil pessoas presas nas principais estações da cidade. Nas horas após o terremoto, alguns serviços ferroviários foram retomados. A maioria das linhas de trem da área de Tóquio retomou o serviço completo no dia seguinte - 12 de março. Vinte mil visitantes retidos passaram a noite de 11 para 12 de março dentro da Tokyo Disneyland.

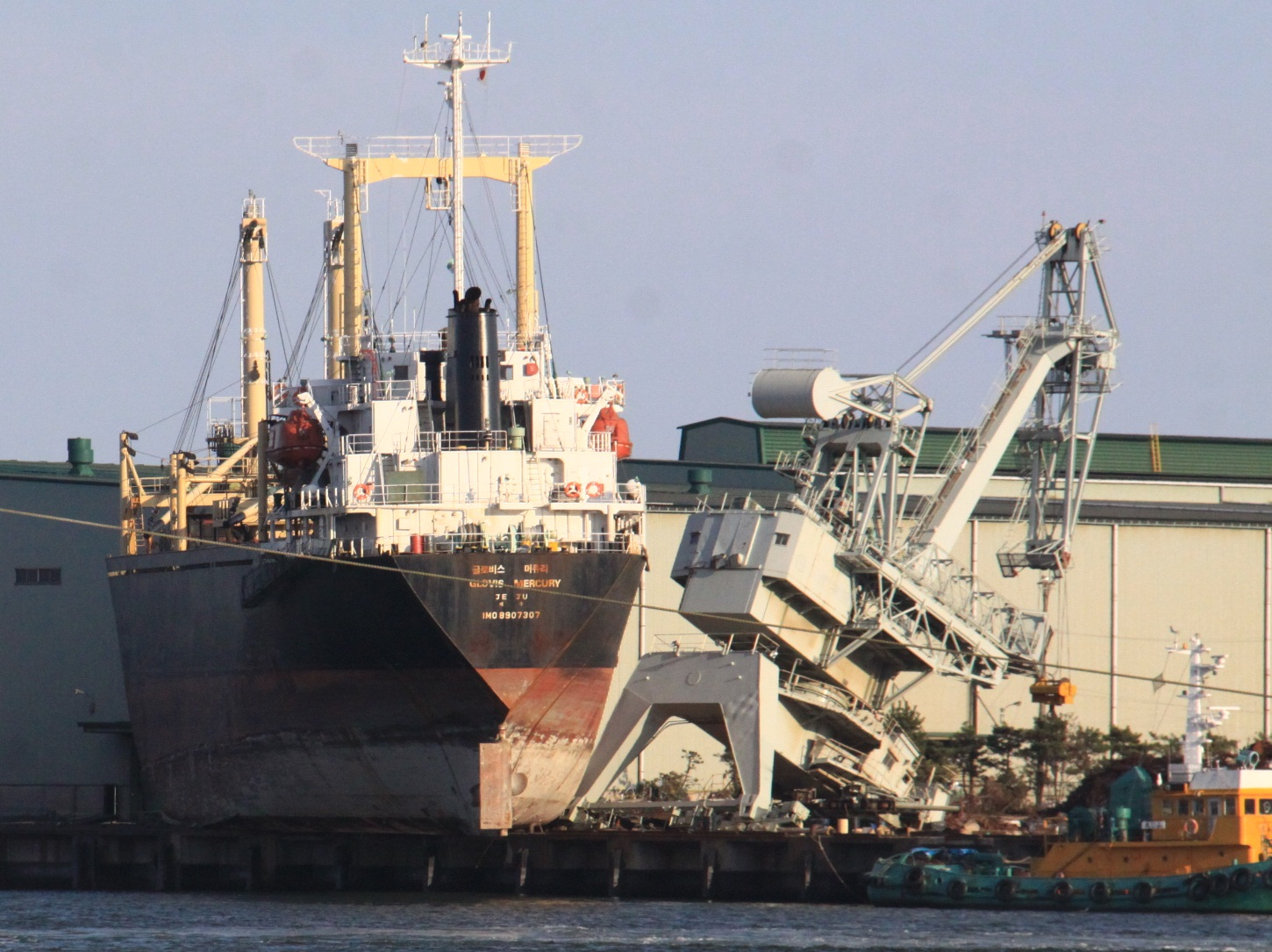
Um guindaste danificado fica ao lado de um navio içado para as docas no porto de Sendai.

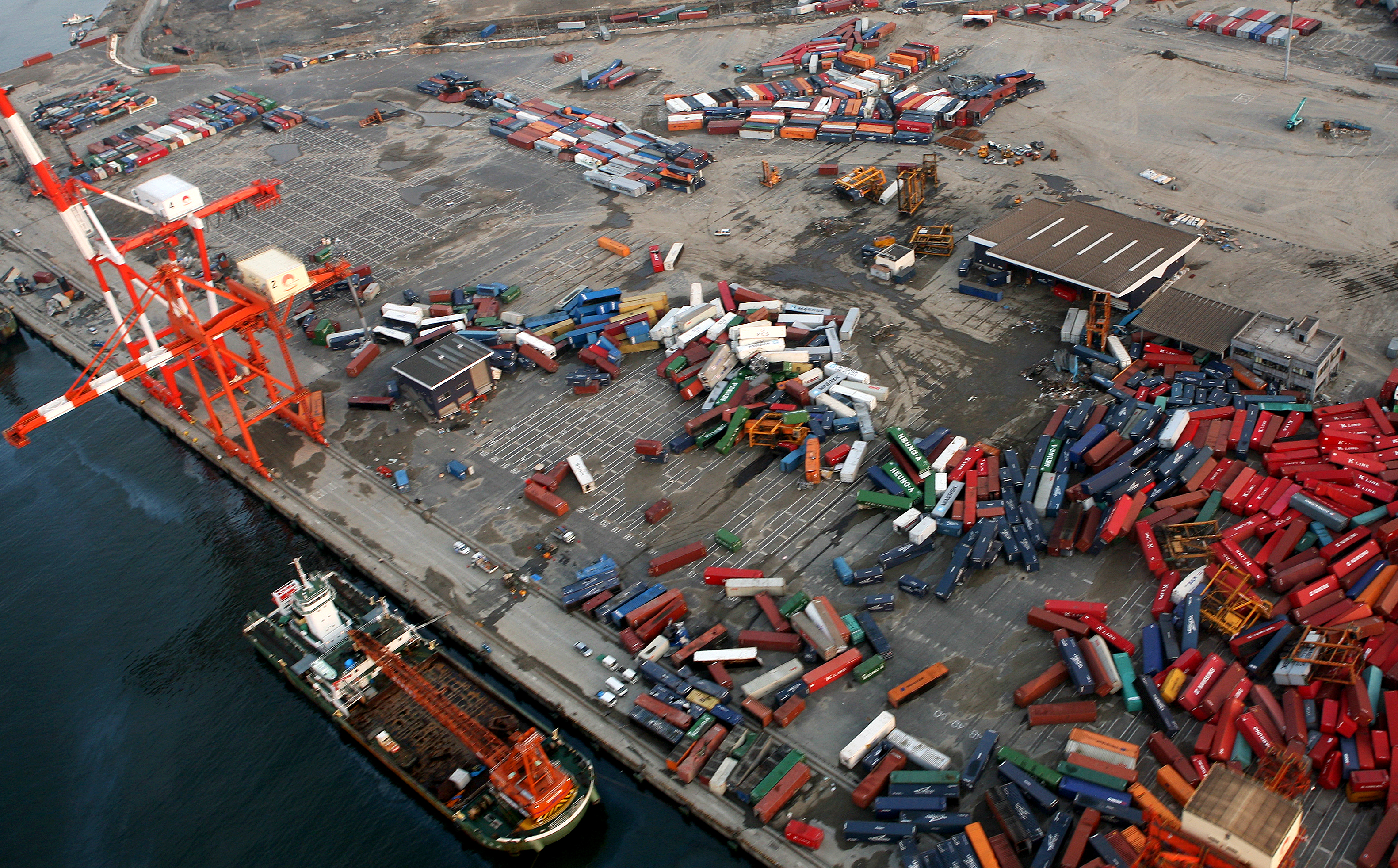
Vista do terminal de contêineres porto de Sendai quase completamente destruído pelo tsunami.

Todos os portos do Japão foram brevemente fechados após o terremoto, embora os de Tóquio e do sul logo tenham sido reabertos. Quinze portos estavam localizados na zona de desastre. Os portos do nordeste de Hachinohe, Sendai, Ishinomaki e Onahama foram destruídos, enquanto o porto de Chiba (que atende à indústria de hidrocarbonetos) e o nono maior porto de contêineres do Japão em Kashima também foram afetados, embora menos severamente. Os portos de Hitachinaka, Hitachi, Soma, Shiogama, Kesennuma, Ofunato, Kamashi e Miyako também foram danificados e fechados para navios. Todos os 15 portos reabriram ao tráfego limitado de navios até 29 de março de 2011. Um total de 319 portos de pesca, cerca de 10% dos portos de pesca do Japão, foram danificados no desastre. A maioria foi restaurada à condição operacional em 18 de abril de 2012.
O porto de Tóquio sofreu danos leves; os efeitos do terremoto incluíram fumaça visível subindo de um prédio no porto com partes das áreas portuárias sendo inundadas, incluindo liquefação do solo no estacionamento da Tokyo Disneyland.
Um tsunami inundou o Aeroporto de Sendai às 15h55 JST, cerca de uma hora após o terremoto inicial, causando danos graves. Os aeroportos de Narita e Haneda suspenderam brevemente as operações após o terremoto, mas sofreram poucos danos e reabriram em 24 horas. Onze aviões com destino a Narita foram desviados para a vizinha Base Aérea de Yokota.

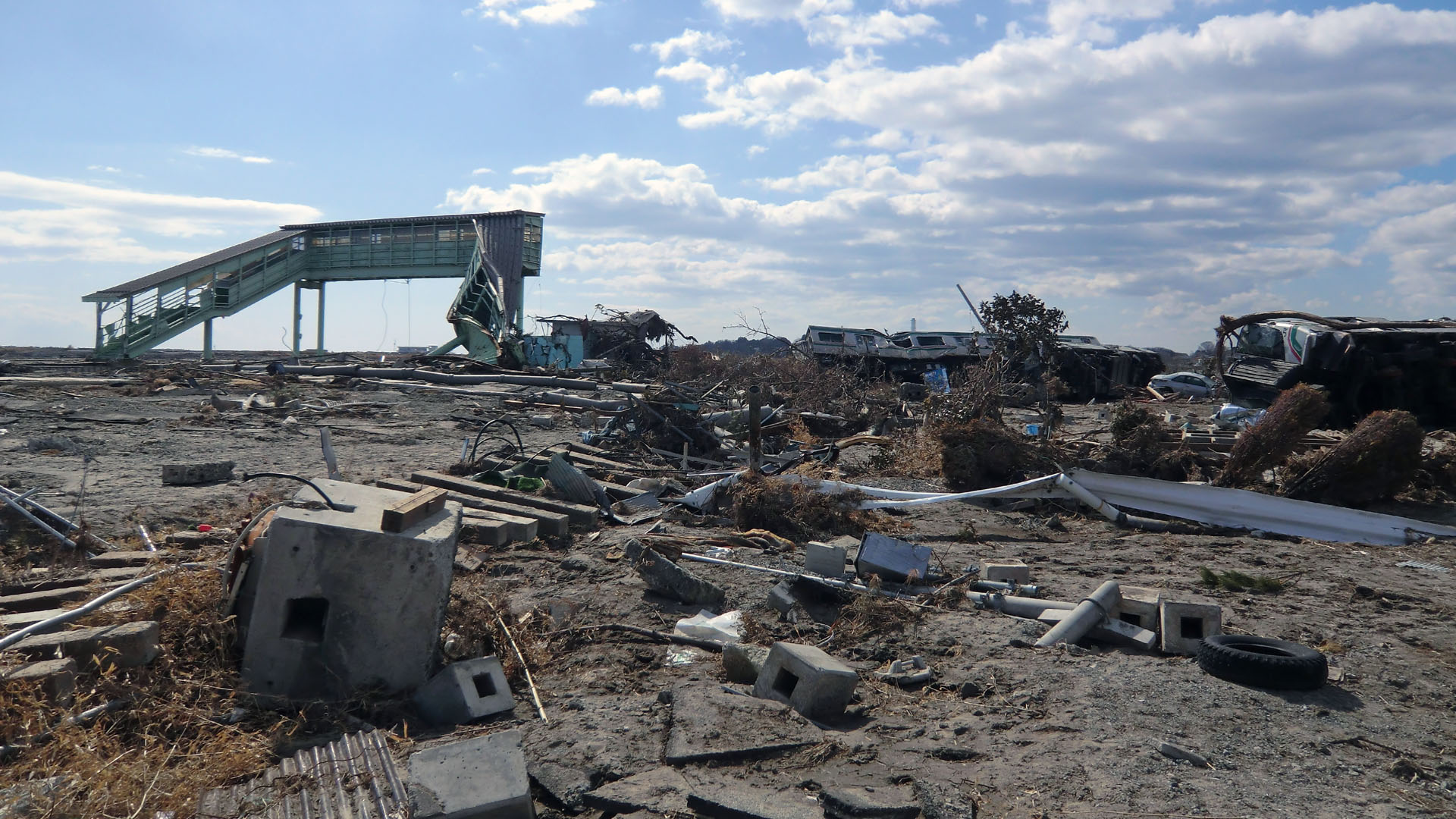
Ruínas da Estação Shinchi.

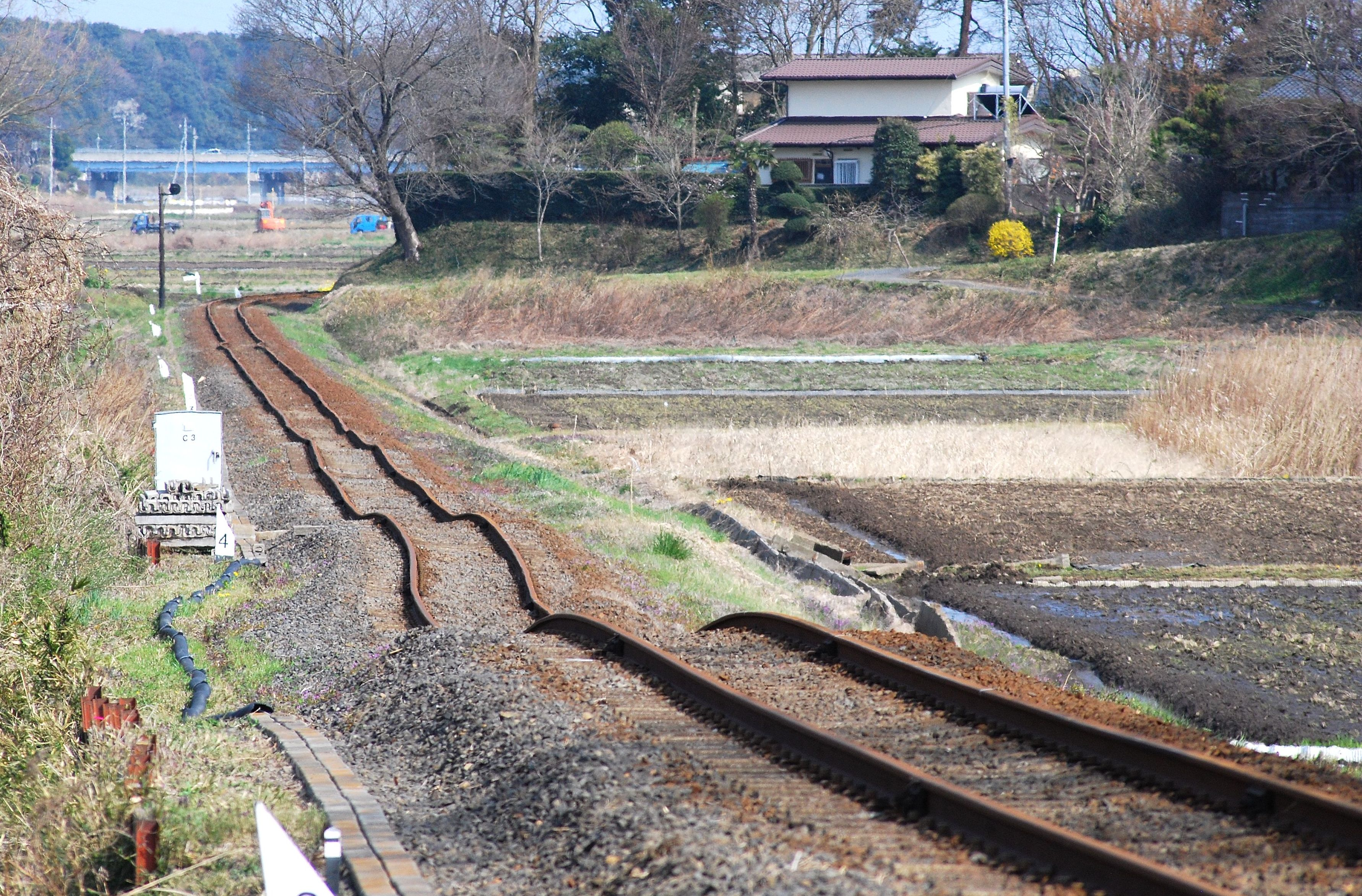
Trilho ferroviário danificado pelo terremoto em Hitachinaka, Ibaraki, Japão.

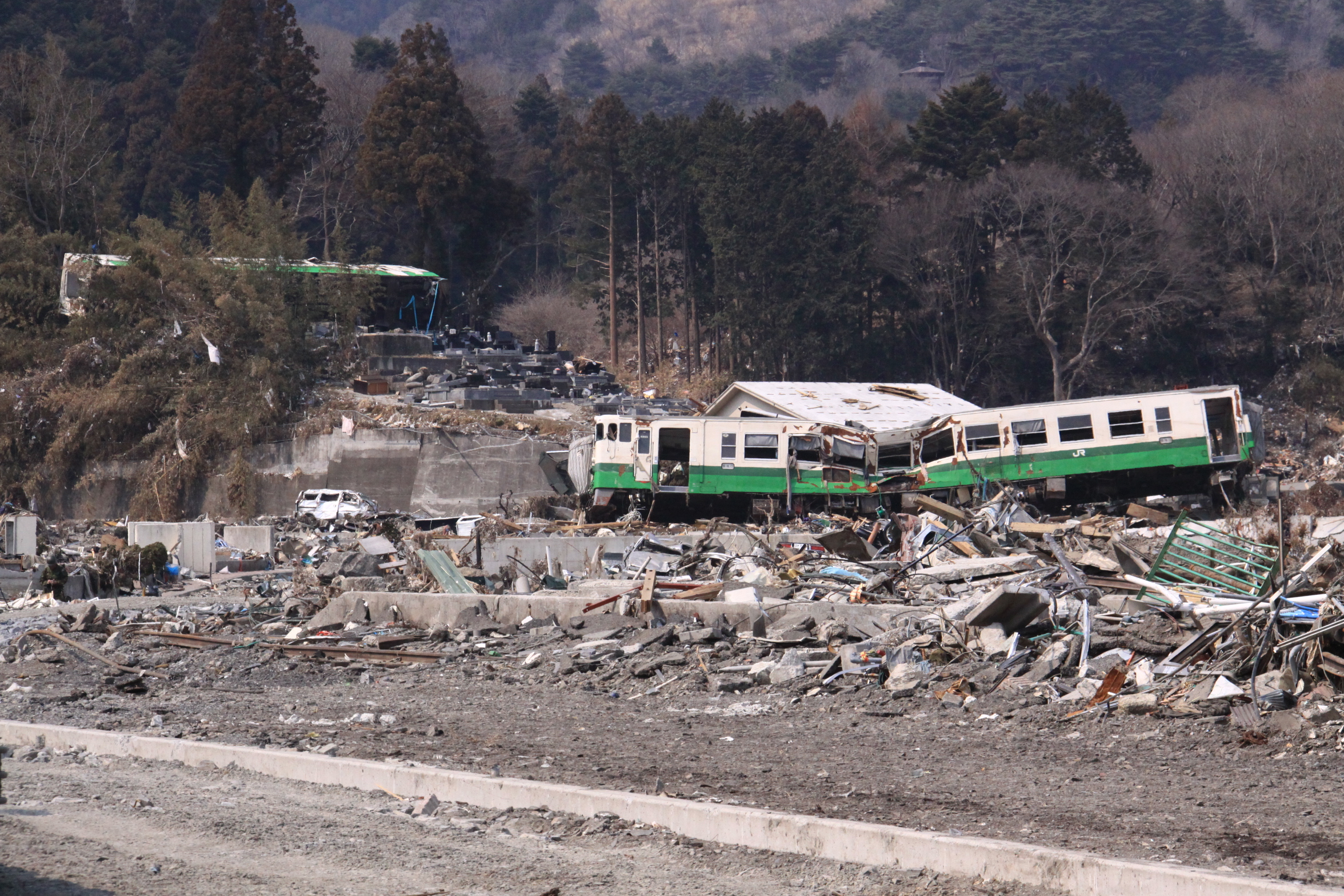
O trem arrastado por 200 metros da estação pelo tsunami em Onagawa, Miyagi.

Vários serviços de trem no Japão também foram cancelados, sendo que a JR East suspendeu todos os serviços pelo resto do dia. Quatro trens nas linhas costeiras foram relatados como fora de contato com os operadores; um deles, um trem de quatro vagões na Linha Senseki, descarrilou e seus ocupantes foram resgatados pouco depois das 8 horas da manhã seguinte. A estação Minami-Kesennuma na linha Kesennuma foi destruída, exceto por sua plataforma; 62 de 70 (31 de 35) linhas de trem da JR East sofreram danos em algum grau; nas áreas mais atingidas, 23 estações em 7 linhas foram destruídas, com danos ou perda de trilhos em 680 locais e o raio de 30 km ao redor da usina nuclear de Fukushima Daiichi incapaz de ser avaliado.
Não houve descarrilamentos dos serviços de trem-bala Shinkansen dentro e fora de Tóquio, mas seus serviços também foram suspensos. O Tokaido Shinkansen retomou o serviço limitado no final do dia e voltou ao horário normal no dia seguinte, enquanto o Jōetsu e o Nagano Shinkansen retomaram os serviços no final de 12 de março. Os serviços no Yamagata Shinkansen foram retomados com um número limitado de trens em 31 de março.
Os descarrilamentos foram minimizados por causa de um sistema de alerta que detectou o terremoto antes que ele ocorresse. O sistema parou automaticamente todos os trens de alta velocidade, o que minimizou os danos.
A linha Tōhoku Shinkansen foi a mais atingida, com JR East estimando que 1 100 seções da linha, variando de telhados de estações desmoronados a postes de energia dobrados, precisariam de reparos. Os serviços no Tōhoku Shinkansen foram parcialmente retomados apenas na área de Kantō em 15 de março, com um serviço de ida e volta por hora entre Tóquio e Nasu-Shiobara, e o serviço na área de Tōhoku foi parcialmente retomado em 22 de março entre Morioka e Shin-Aomori. Os serviços no Akita Shinkansen foram retomados com um número limitado de trens em 18 de março. O serviço entre Tóquio e Shin-Aomori foi restaurado em maio, mas em velocidades mais baixas devido ao trabalho de restauração em andamento; o cronograma pré-terremoto não foi restabelecido até o final de setembro.
Os blecautes contínuos provocados pelas crises nas usinas nucleares de Fukushima tiveram um efeito profundo nas redes ferroviárias ao redor de Tóquio a partir de 14 de março. As principais ferrovias começaram a operar trens em intervalos de 10-20 minutos, em vez dos habituais intervalos de 3-5 minutos, operando algumas linhas apenas na hora do rush e fechando completamente outras; notavelmente, a linha principal Tōkaidō, a linha Yokosuka, a linha principal Sōbu e a linha Chūō-Sōbu foram todas paradas durante o dia.

### Telecomunicações
O serviço de telefonia celular e fixa sofreu grandes interrupções na área afetada. Imediatamente após o terremoto, a comunicação por celular foi bloqueada em grande parte do Japão devido a um aumento na atividade da rede. No dia do terremoto, a emissora estadunidense NPR não conseguiu entrar em contato com ninguém em Sendai com um telefone funcionando ou acesso à Internet. Os serviços de Internet não foram afetados em grande parte em áreas onde a infraestrutura básica permaneceu, apesar do terremoto ter danificado partes de vários sistemas de cabos submarinos nas regiões afetadas; esses sistemas foram capazes de redirecionar os segmentos afetados para links redundantes. No Japão, apenas alguns sites ficaram inacessíveis. Vários provedores de pontos de acesso Wi-Fi reagiram ao terremoto fornecendo acesso gratuito às suas redes e algumas empresas estadunidenses de telecomunicações e VoIP, como AT&T, Sprint, Verizon, T-Mobile, netTALK e Vonage, ofereceram chamadas gratuitas para (e em alguns casos, do) Japão por um tempo limitado, assim como a Deutsche Telekom da Alemanha.

### Defesa

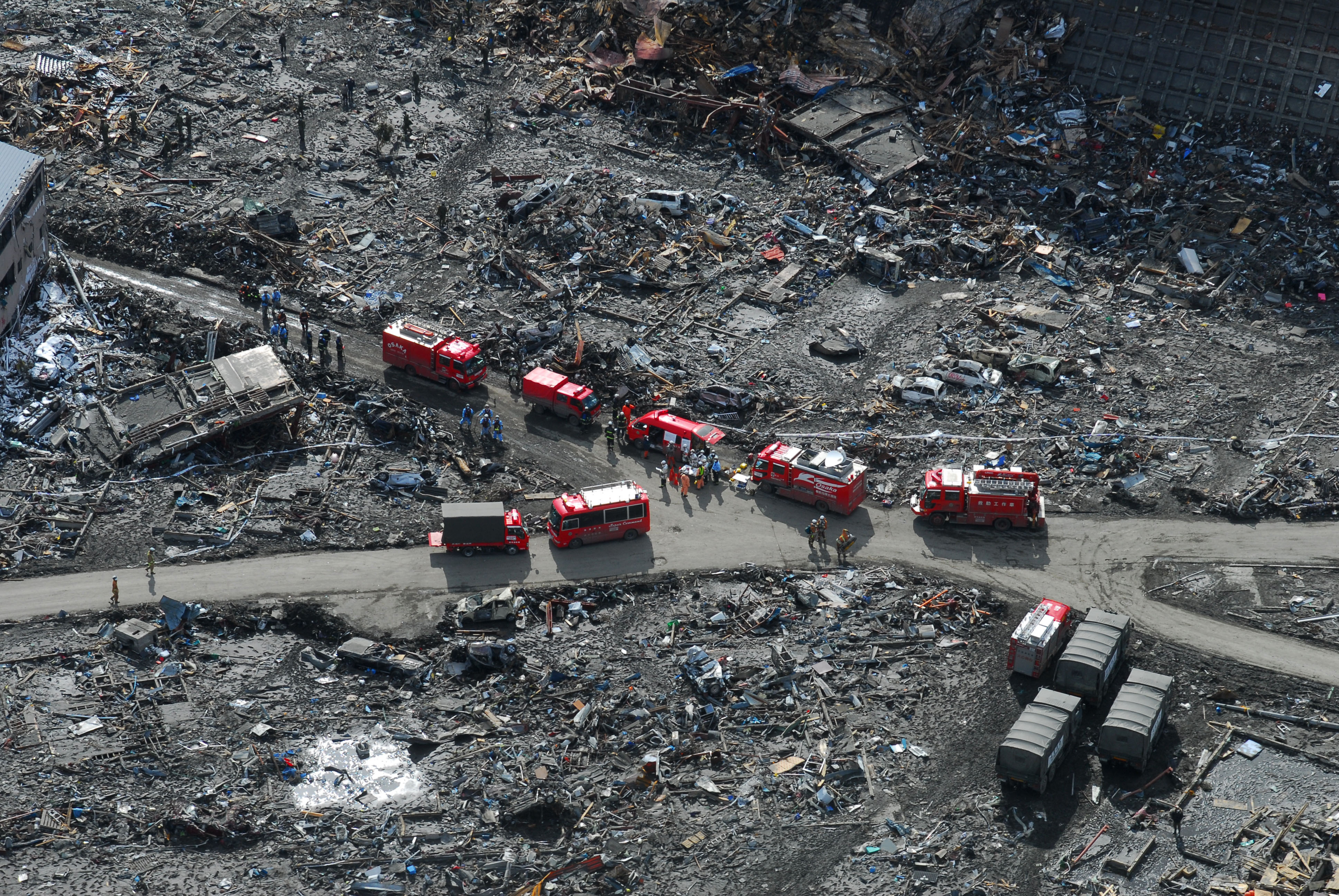
Equipes da Força Terrestre de Autodefesa do Japão e de socorristas em busca de vítimas em Otsuchi.

O Campo Aéreo de Matsushima da Força de Autodefesa do Japão na província de Miyagi recebeu um alerta de tsunami, e o endereço público da base aérea 'Tanoy' foi usado para dar o aviso: 'Um tsunami está vindo, evacuar para o terceiro andar.' Pouco depois do aviso, a base aérea foi atingida pelo tsunami, inundando a instalação militar. Não houve perda de vidas, embora o tsunami tenha causado danos a todos os 18 caças Mitsubishi F-2 do 21º Esquadrão de Treinamento de Caça. Doze das aeronaves foram descartadas, enquanto as seis restantes foram programadas para reparo a um custo de 80 bilhões de ienes (cerca de 1 bilhão de dólares), superando o custo original da aeronave.

### Patrimônios culturais

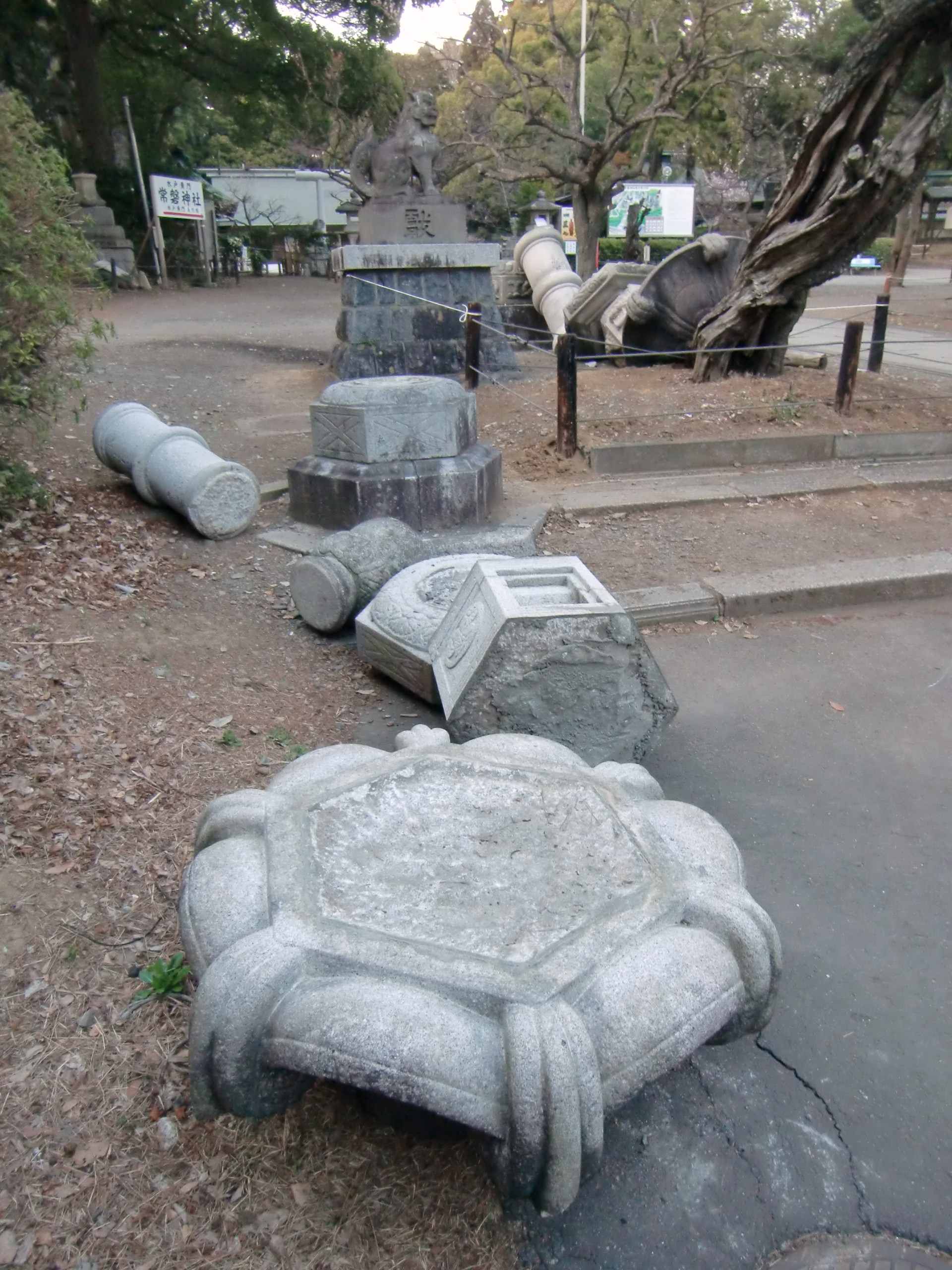
Danos a uma lanterna tradicional no santuário Tokiwa na cidade de Mito.

No total, 754 propriedades culturais foram danificadas em dezenove províncias, incluindo cinco Tesouros Nacionais (em Zuigan-ji, Ōsaki Hachiman-gū, Shiramizu Amidadō e Seihaku-ji); 160 Propriedades Culturais Importantes (incluindo em Sendai Tōshō-gū, o Kōdōkan, e Entsu-in, com seus motivos decorativos ocidentais); 144 Monumentos do Japão (incluindo Matsushima, Takata-matsubara, Yūbikan e o Sítio de Tagajō); seis Conjuntos de Edifícios Tradicionais; e quatro Propriedades Culturais Folclóricas Tangíveis Importantes. Monumentos de pedra nos santuários e templos de Nikkō, considerado um Patrimônio Mundial pela UNESCO, foram derrubados pelo sismo. Em Tóquio, houve danos em Koishikawa Kōrakuen, Rikugien, Hamarikyū Onshi Teien e nas paredes do Castelo de Edo. Não houve danos aos monumentos e locais históricos de Hiraizumi na província de Iwate, e a recomendação para sua inscrição na Lista do Patrimônio Mundial da UNESCO em junho foi considerada um símbolo de reconhecimento e recuperação internacional.

## Pós-desastre
As consequências do terremoto e do tsunami incluíram uma crise humanitária e um grande impacto econômico. O tsunami resultou em mais de 340 mil pessoas desabrigadas na região de Tōhoku, além de escassez de comida, água, remédios e combustível para os sobreviventes. Em resposta, o governo japonês mobilizou as Forças de Autodefesa, enquanto muitos países enviaram equipes de busca e resgate para ajudar na busca por sobreviventes. Organizações de ajuda no Japão e em todo o mundo também responderam, sendo que a Cruz Vermelha Japonesa reportou um total de cerca de 1 bilhão de dólares em doações. O impacto econômico incluiu problemas imediatos, com a produção industrial suspensa em muitas fábricas, e a questão de longo prazo do custo de reconstrução, estimado em 122 bilhões de dólares. Em comparação com o terremoto de Kobe de 1995, o terremoto de 2011 trouxe sérios danos a uma região extremamente mais ampla.

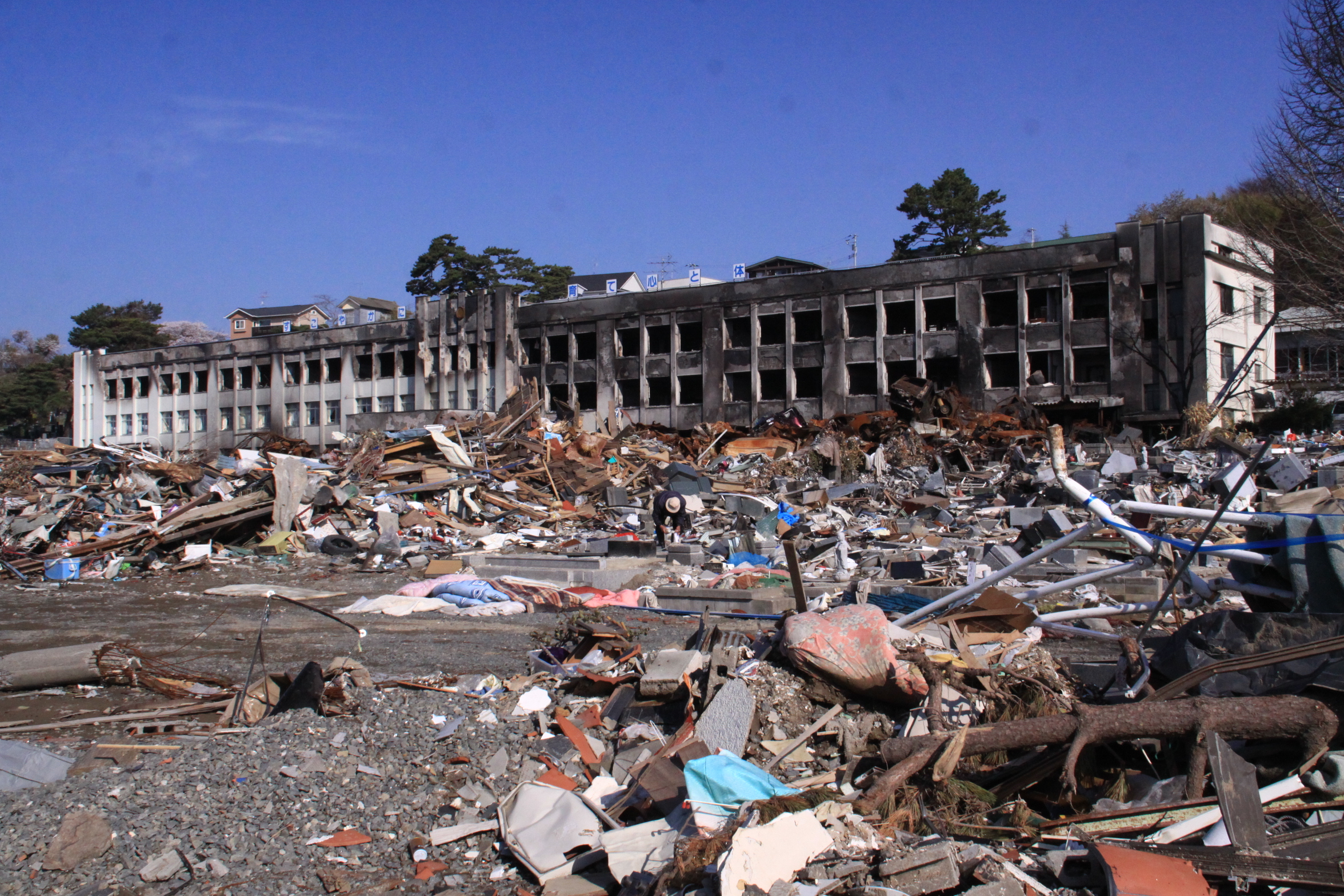
Ruínas da escola primária Kadonowaki, em Ishinomaki, após o tsunami.

As consequências dos desastres gêmeos também deixaram as cidades e vilas costeiras do Japão com quase 25 milhões de toneladas de entulho. Somente em Ishinomaki, havia 17 locais de coleta de lixo com 180 metros de comprimento e pelo menos 4,5 metros de altura. Um funcionário do departamento de coleta de lixo do governo da cidade estimou que levaria três anos para esvaziar esses locais.
Em abril de 2015, as autoridades da costa do Oregon descobriram destroços que se pensava serem de um barco destruído durante o tsunami. A carga continha peixes ainda vivos. A KGW estima que mais de 1 milhão de toneladas de detritos ainda permanecem no Oceano Pacífico.
Em fevereiro de 2016, um memorial foi inaugurado por dois arquitetos para as vítimas do desastre, consistindo em uma estrutura de 6,5 metros quadrados em uma encosta entre um templo e uma cerejeira em Ishinomaki.

### Reações internacionais

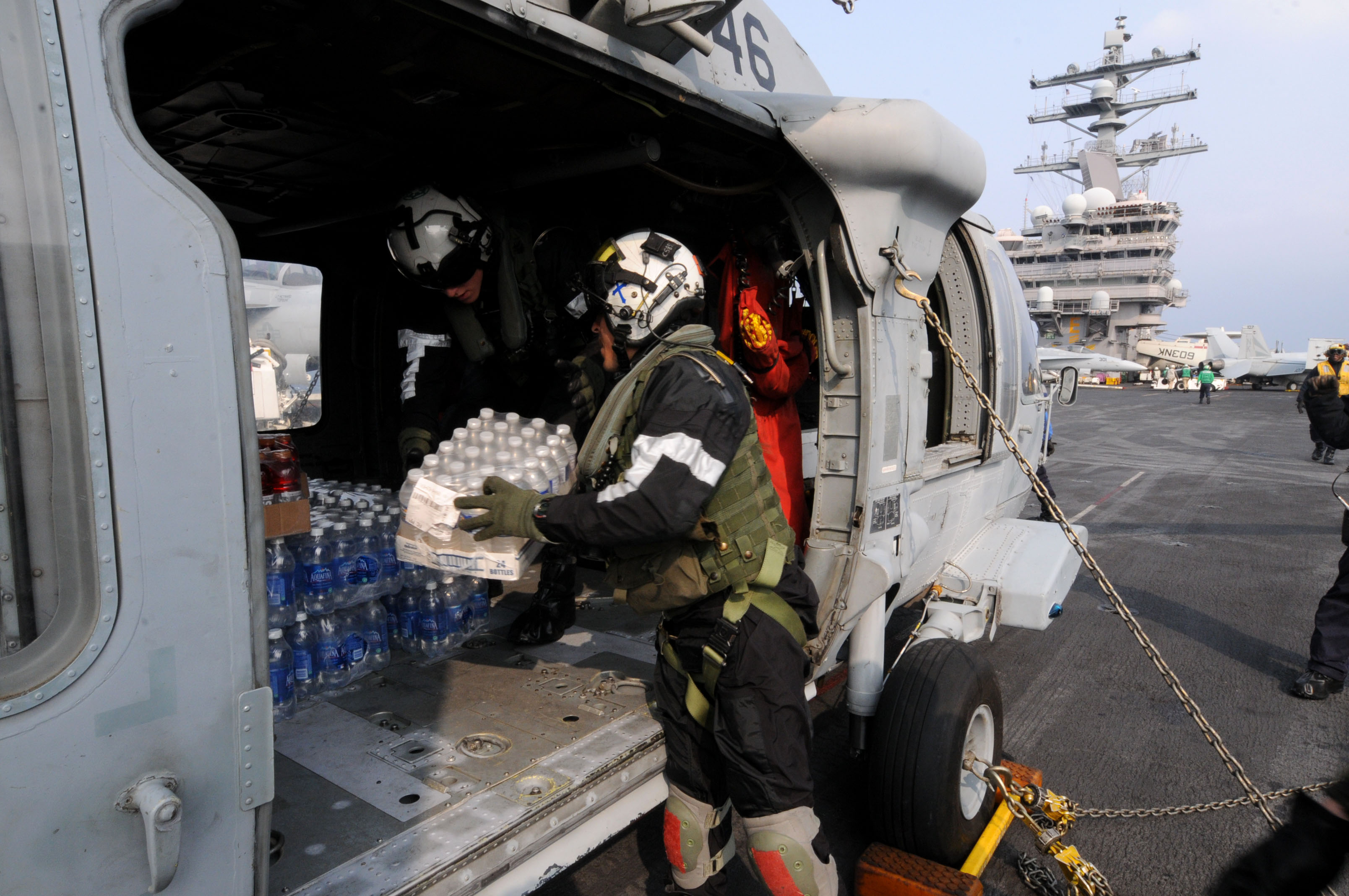
Marinheiros dos Estados Unidos carregando um helicóptero humanitário em um porta-aviões.

O Japão recebeu mensagens de condolências e ofertas de ajuda de diversos líderes internacionais. De acordo com as Nações Unidas, equipes de busca e resgate de 45 países foram oferecidas ao Japão. O país requisitou especificamente equipes da Austrália, Nova Zelândia, Coreia do Sul, Reino Unido e Estados Unidos;  solicitou também (através de sua agência espacial JAXA) a ativação do International Charter on Space and Major Disasters, permitindo que imagens via satélite das regiões afetadas fossem compartilhadas de forma imediata com organizações de ajuda e resgate. A Alemanha enviou especialistas do Technisches Hilfswerk, enquanto o Reino Unido enviou 70 técnicos, incluindo dois cães farejadores especialmente treinados para localizar sobreviventes soterrados. Ma Ying-Jeou, presidente de Taiwan, requisitou ao governo a doação de 100 milhões de novos dólares taiwaneses ao Japão, enquanto uma equipe de resgate taiwanesa preparava-se para juntar-se aos esforços humanitários.
O Governo brasileiro enviou nota de solidariedade ao Japão, prestando sinceras condolências a todo povo japonês. O Governo acompanha, com preocupação, os desdobramentos após o terremoto e o consequente tsunâmi. O Brasil possui a maior colônia de imigrantes japoneses e inúmeros descendentes. Cerca de 254 mil brasileiros vivem atualmente no Japão. A Embaixada do Brasil no Japão e os Consulados Gerais em Tóquio, Nagoia e Hamamatsu até o momento não têm notícia de mortos ou feridos brasileiros.
O Presidente da República Portuguesa, Aníbal Cavaco Silva, enviou uma mensagem de condolências ao Imperador Akihito e ao povo japonês, em nome do povo português, pelas vítimas dos trágicos efeitos do sismo e do tsunâmi que atingiram o Japão.

### Resposta científica e de pesquisa

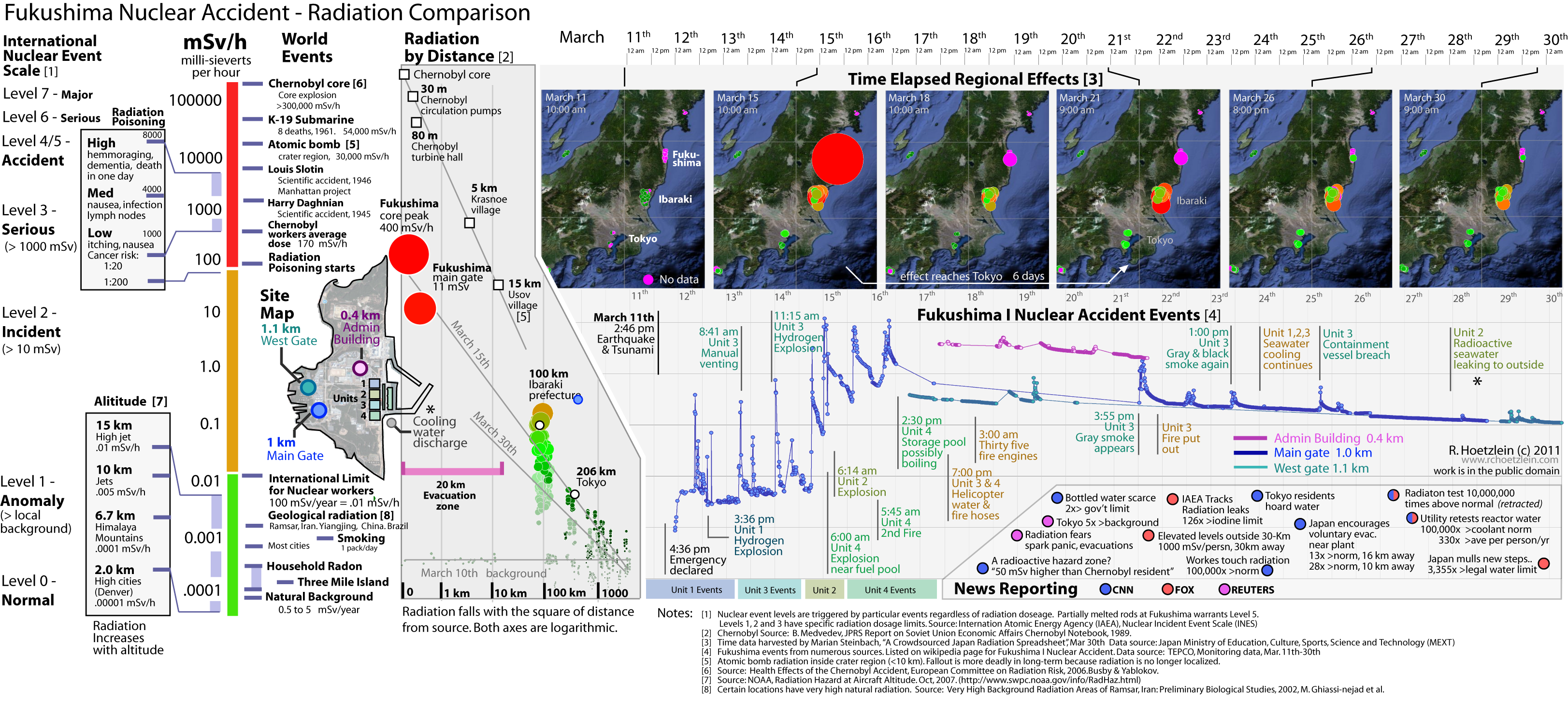
Comparação da radiação de Fukushima com outros incidentes e padrões, com gráfico dos níveis de radiação registrados e eventos de acidentes específicos. (Nota: não inclui todas as leituras de radiação do site Fukushima Daini).

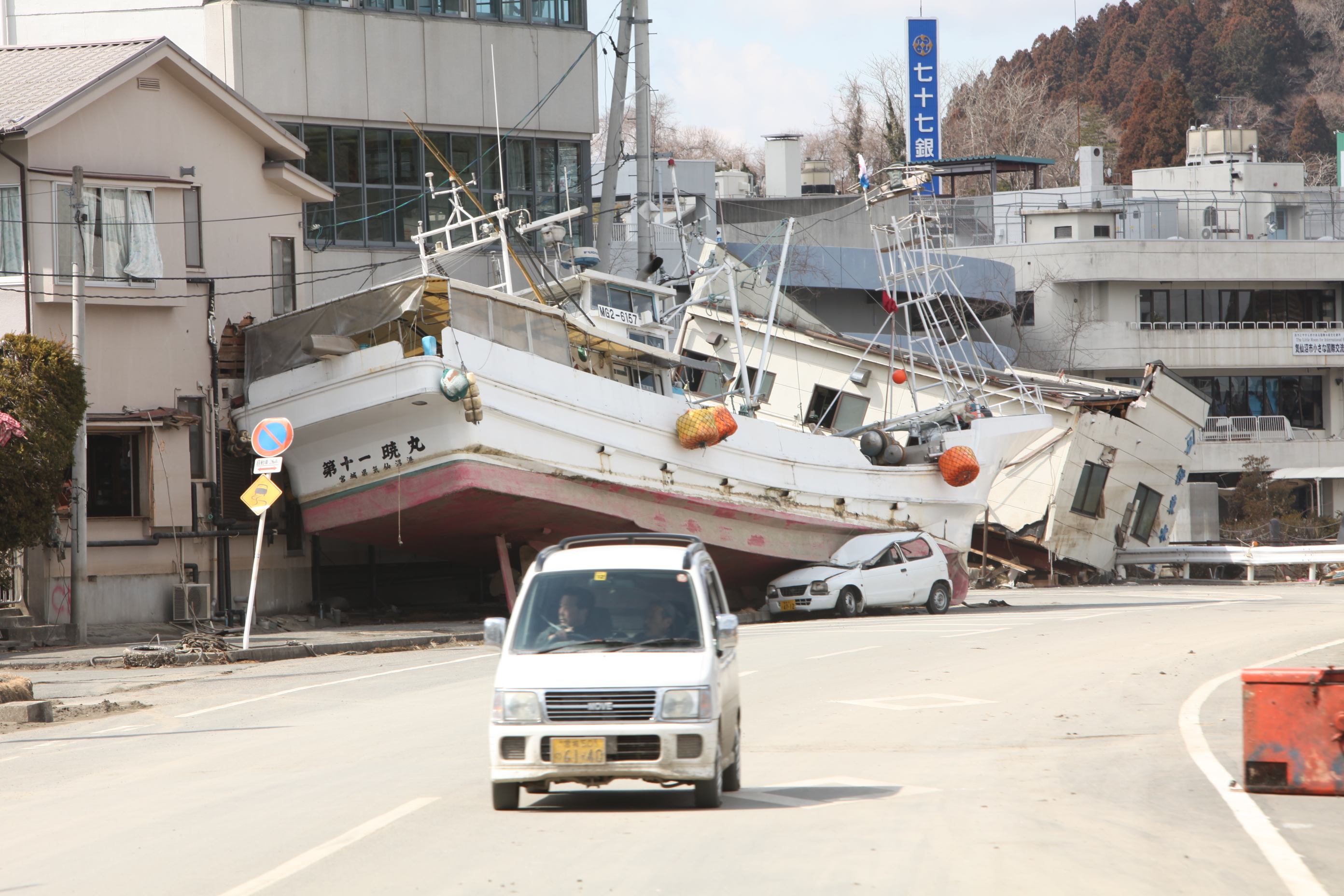
Um barco danificado arrastado pelo tsunami para uma estrada em Kesennuma.

Os sismólogos previram que um terremoto muito grande ocorreria no mesmo local que o terremoto de Kanto de 1923 - no Sagami Trough, a sudoeste de Tóquio. O governo japonês havia rastreado os movimentos das placas desde 1976 em preparação para o chamado terremoto de Tokai, previsto para ocorrer naquela região. No entanto, como aconteceu 373 quilômetros a nordeste de Tóquio, o terremoto Tōhoku foi uma surpresa para os sismólogos. Embora o Fossa do Japão fosse conhecida por criar grandes terremotos, não se esperava que gerasse terremotos acima de uma magnitude 8,0.
O terremoto deu aos cientistas a oportunidade de coletar uma grande quantidade de dados para modelar os eventos sísmicos que ocorreram em grande detalhe. Espera-se que esses dados sejam usados de várias maneiras, fornecendo informações sem precedentes sobre como os edifícios respondem a tremores e outros efeitos. Os dados gravimétricos do terremoto foram usados para criar um modelo para aumentar o tempo de alerta em comparação com os modelos sísmicos, pois os campos de gravidade viajam mais rápido que as ondas sísmicas.
Os pesquisadores também analisaram os efeitos econômicos desse terremoto e desenvolveram modelos de propagação nacional por meio de redes de abastecimento interfirmas do choque que se originou na região de Tōhoku.
O Japan Trench Fast Drilling Project, uma expedição científica realizada em 2012–2013, perfurou poços no fundo do oceano através da zona de falha do terremoto e reuniu dados importantes sobre o mecanismo de ruptura e as propriedades físicas da falha que causou o terremoto e o tsunami de 2011.

#### Pesquisa ecológica
O terremoto e o tsunami de Tōhoku em 2011 tiveram um grande impacto ambiental na costa leste do Japão. A raridade e a magnitude do terremoto-tsunami levaram os pesquisadores Jotaro Urabe, Takao Suzuki, Tatsuki Nishita e Wataru Makino a estudar seus impactos ecológicos imediatos nas comunidades planas intertidais na baía de Sendai e na costa de Sanriku Ria. Pesquisas pré e pós-evento mostram uma redução na riqueza de táxons animais e mudanças na composição de táxons atribuídas principalmente ao tsunami e seus impactos físicos. Em particular, animais epibentônicos sésseis e animais endobentônicos diminuíram em riqueza de táxons. Animais epibênticos móveis, como caranguejos-eremitas, não foram tão afetados. Os pós-pesquisas também registraram táxons que não haviam sido registrados anteriormente, sugerindo que os tsunamis têm o potencial de introduzir espécies e alterar a composição dos táxons e a estrutura da comunidade biológica local. Os impactos ecológicos de longo prazo na Baía de Sendai e na maior costa leste do Japão requerem mais estudos.

### Reconstrução e recuperação

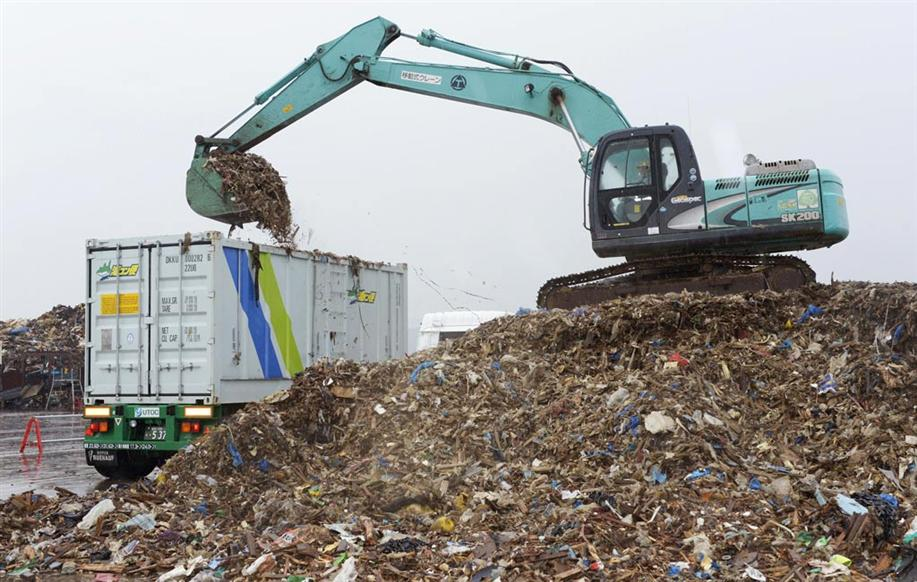
Detritos estão sendo carregados em um contêiner especial para envio à prefeitura de Fukuoka.

Após o terremoto e tsunâmi, foram realizados diversos trabalhos de recuperação e reconstrução das áreas atingidas. Apesar de alguns atrasos, o governo japonês gastou e investiu bilhões de dólares na recuperação das comunidades, através de ações como a elevação das cidades, construção de barreiras e muros contra futuros tsunâmis, além da limpeza e descontaminação das regiões afetadas pelo vazamento de radiação da Usina Nuclear de Fukushima Daiichi I.
Em Minamisanriku, na província de Miyagi, na região onde antes era a cidade, foi construído o Parque Memorial do Terremoto em Minamisanriku. Inaugurado no dia 17 de Dezembro de 2019, o parque possui locais e monumentos em memória as vítimas do terremoto e do tsunâmi na cidade, dentre eles, a estrutura de prédio do departamento de prevenção de desastres da cidade que permaneceu em pé após o tsunâmi.
Em Futaba, na província de Fukushima, foi inaugurado e aberto ao público em 2020 o Museu do Grande Terremoto do Leste do Japão e Memorial do Desastre Nuclear na cidade, localizado a quatro quilômetros da Usina Nuclear de Fukushima Daiichi I, possui seis seções, contando com um acervo de 240 mil itens como imagens, vídeos, telas e objetos, além da colaboração de moradores contando suas experiências pessoais sobre a cidade antes e depois do terremoto e o tsunâmi, a evacuação e o trabalho de descontaminação.
Em Rikuzentakata, na província de Iwate, foi inaugurado o Memorial do Tsunâmi de Iwate em 2020. Dividido em quatro zonas, o museu conta com um acervo de 150 itens em exposição sobre o terremoto e o tsunâmi em 2011 tanto na cidade quanto ao longo da costa de Sanriku, além de falar sobre os perigos causados por estes tipos de desastres naturais.